# 황해
황해(黃海, 문화어: 조선서해, 중국어: 黃海, 영어: Yellow Sea)는 중국대륙과 한반도 사이의 바다이다. 제주도와 양쯔강 하구를 잇는 북위 33°16' 33.7" 선을 기준으로 남쪽의 동중국해와 이어져 있다. 대한민국에서는 한반도를 기준으로 서쪽에 있는 바다이기 때문에 서해라는 이름이 흔하게 쓰이지만 국내외의 정식 명칭은 황해로 통일되어 있다.
황해는 남북 약 1,000㎞, 동서 약 700㎞의 크기로 전 해역에 걸쳐 수심 100 m 이하의 얕은 바다이다. 황해라는 이름은 황하와 양쯔강을 통해 들어오는 토사의 양이 많아 물빛이 누렇다는 의미에서 붙은 것이다. 실제 황해에는 해마다 1 - 5 mm 의 토사물이 퇴적되고 있다. 중국측에서 유입되는 양이 연간 약 1억 톤으로 막대하지만, 한강과 금강 등에서 흘러드는 양도 연간 100만 톤으로 추정되고 있다. 이 때문에 중국과 한반도의 황해 연안은 모두 갯벌이 발달하였다. 중국 측의 발해만 연안에 발달한 갯벌은 세계적인 조류 보호지로 지정되었고 한반도 서해안의 갯벌은 세계 최대 규모를 자랑한다.

## 해역의 범위
남쪽 경계는 제주도 서쪽과 양쯔강 하구를 잇는 북위 33°16' 33.7" 선이다. 국제 수로 기구는 제주해협의 서쪽에 위치한 가거도와 한반도 남단의 진도를 잇는 선을 기준으로 그 보다 동쪽인 동해를 나누고 있다. 남해는 대한민국 내에서만 통용되는 해역 구분이어서 국제 수로 기구의 수역 구분에는 포함되지 않는지만, 대한민국 해양수산부는 황해의 일부를 남해로 분리하여 관리하고 있다.

## 지리
황해는 중국대륙과 한반도로 둘러쌓인 거대한 만의 모습이다. 중국대륙과 한반도 사이의 가장 좁은 곳은 산둥반도와 옹진반도가 마주보는 곳으로 산둥반도 동쪽 끝에서 대한민국의 영토인 소청도까지는 대략 184 km이다. 한편 북쪽에는 랴오둥반도가 튀어 나와 동서를 나누고 동쪽에는 서한만이 서쪽에는 발해만이 자리 잡고 있다. 황해의 남쪽은 동중국해로 이어져 태평양을 향해 열려있다. 이러한 지형을 두고 서쪽으로는 중화인민공화국이 한반도 북쪽으로는 조선민주주의인민공화국이 한반도 남쪽으로는 대한민국이 있다.
황해의 총 수면적은 약 380,000 km2이며로 평균수심은 약 45m, 최대수심도 100m를 넘지 않는다. 특히 산둥반도의 북쪽에 위치한 발해만의 평균 수심은 약 22 m 정도에 불과하다. 이에 비해 한반도 서남부로 갈수록 수심이 깊어지며 제주연안의 먼바다에 이르면 수심 100 m에 도달한다. 조수간만의 차가 심해 갯벌이 발달해 있다. 황해의 조수간만 차는 목포에서 약 3 m, 인천에서 약 6 m, 서한만의 경우 약 8 m로 고위도로 갈수록 커진다.
황해의 해저 지형은 아래의 그림과 같이 해안선을 따라 평행하게 점차 깊어지고 중앙부에 수심 약 80 m 내외의  골이 남북으로 길게 놓여있다.

황해의 해저 지형

황하, 하이허, 랴오허, 양쯔강, 압록강, 대동강, 한강, 금강, 영산강 등의 하천에서 많은 담수가 유입되어 염도가 낮다. 평균 염도는 30 –33 ‰ 정도이다. 특히 비가 많은 장마철 시기에는 더욱 염도가 낮다. 여름철에는 비교적 고온의 표층과 이에 비해 낮은 온도가 유지 되는 수심 20-30 m 이하의 심층이 뚜렷한 차이를 보이다가 겨울철 수온이 낮아지면 층 구분이 사라진다. 해류의 흐름은 기본적으로 쿠로시오해류의 지류인 황해난류가 동중국해에서 부터 유입되어 북상한 뒤 중국과 한반도의 연안을 따라 남하하는 흐름을 보이며 계절적 영향으로 겨울철에는 강한 북서풍에 의해 표층수가 남쪽으로 밀리는 동안 황해난류는 심층에서 북상하는 모습을 보인다.

### 강
황해로 흘러드는 강에는 다음과 같은 것들이 있다.
- 한반도 - 압록강, 청천강, 대동강, 예성강, 임진강, 한강, 금강, 만경강, 동진강, 영산강
- 중화인민공화국 - 요하, 대릉하, 난하, 황하, 화이허 강, 장강

### 도시
황해 주변의 연안은 중국대륙과 한반도 모두에서 비교적 평탄한 평야 지대로 인구가 밀집되어 있다. 황해에 접해 있는 주요 도시에는 다음과 같은 곳들이 있다.
- 중화인민공화국: 단둥시, 다롄시, 탕산시, 톈진시, 창저우시, 둥잉시, 웨이팡시, 옌타이시, 칭다오시
- 조선민주주의인민공화국: 신의주, 남포시, 해주시
- 대한민국: 인천광역시, 안산시, 화성시, 당진시, 서산시, 보령시, 군산시, 목포시, 제주시

## 지질과 자연사

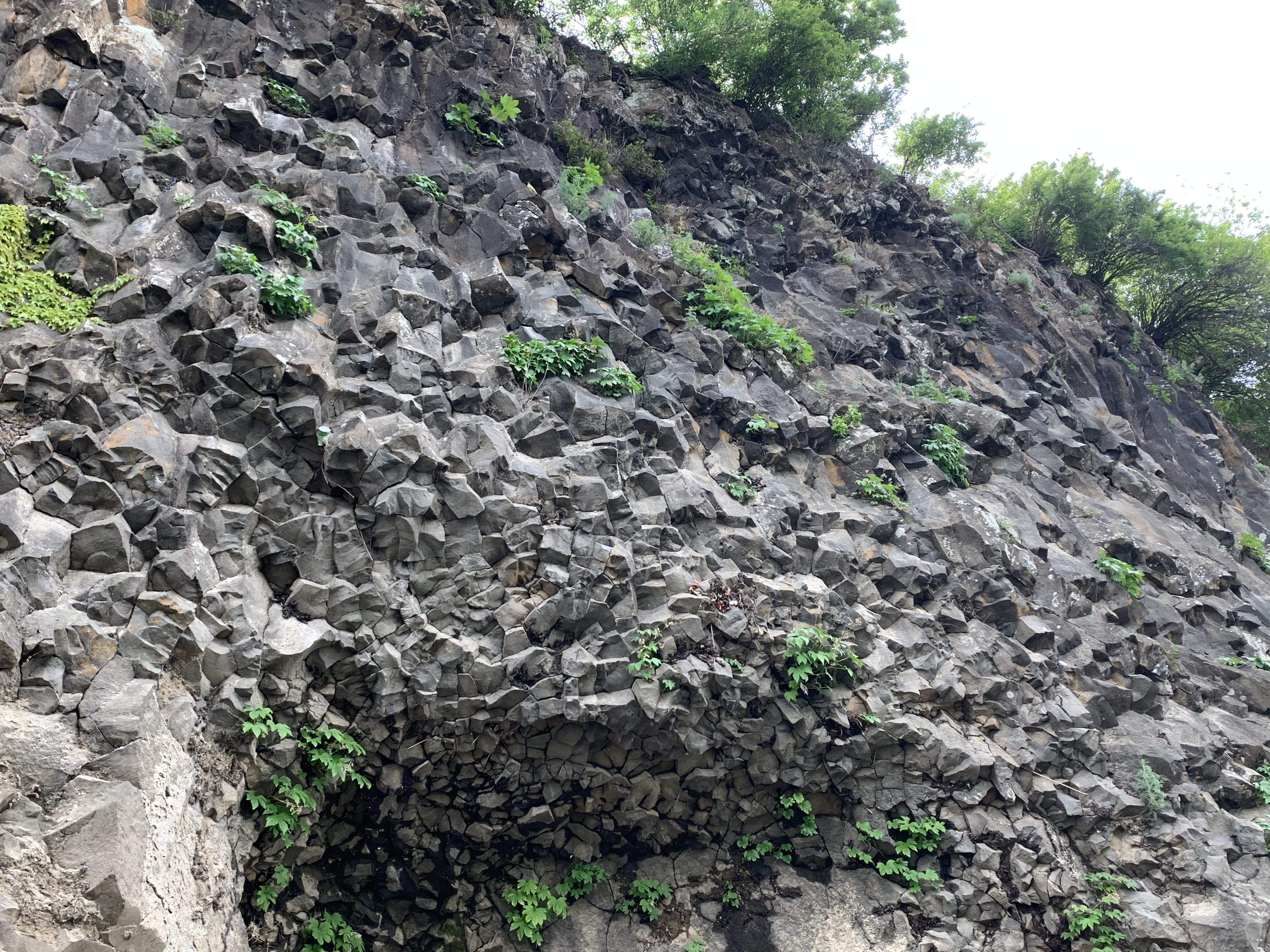
임진강의 주상절리는 두 육괴의 충돌로 인한 화산활동의 흔적이다

황해의 북부는 북중국 강괴가 오랜 세월 침식과 퇴적을 반복한 결과물로 발해만과 서한만이 해저분지를 형성하고 있다. 대략 산둥반도를 경계로 그 이남은 남중육괴가 놓여있다. 이 두 육괴는 고생대 페름기에서 트라이아스기 사이에 충돌하여 친링-다비-술루 충돌대를 형성하였다.  한편 한반도의 북부를 이루는 낭림육괴는 북중국 강괴의 동쪽 부분이고, 그 이남의 경기육괴는 남중육괴의 일부로 파악되고 있다. 북중국 강괴와 남중육괴의 충돌 과정에서 낭림육괴와 경기육괴 역시 충돌하여 독특한 화산 지형인 임진강대를 형성하였다. 이 때문에 한반도 북부에는 오래된 화강암과 변성암이 넓게 분포한다. 경기육괴는 다시 남쪽의 영남육괴와 결합하며 옥천대를 형성하였다.
한반도는 중생대와 신생대까지도 지각 운동이 활발하여 많은 화산이 만들어졌다. 황해의 남단에 위치한 제주도는 약 180만년전 화산 활동으로 솟아 올랐으며 이후 역사 시기까지 여러 차례 분출하여 많은 측화산을 만들었다. 《고려사》, 《고려사절요》, 《탐라지》 등에는 고려 목종 시기인 1002년과 1007년에 제주도에서 화산 활동이 있었음을 기록하고 있다. 한편 황해의 동쪽과 인접한 한탄강 지역도 중생대 시기 화산 분출로 인한 용암대지를 형성하였고 이후 고석정, 비둘기낭폭포, 재인폭포 등의 독특한 경관이 형성되었다. 중생대 백악기에 해당하는 시기에 있었던 이러한 화산 활동들은 북중국 강괴의 경계에서 맨틀이 지각 근처까지 솟아 올라 한반도 남부와 일본 근처에서 가라앉는 맨틀 플룸 현상이 원인일 수 있다는 분석이 있다. 백악기는 지구 전체가 유래 없이 온난한 기후를 보이던 시기로 한반도에도 많은 공룡들이 살았다. 경기도 화성시의 해안가에 있는 화성 고정리 공룡알화석 산지에는 백악기 시절 살았던 공룡의 알 화석들이 있다. 한반도의 화산 활동은 신생대 제4기까지도 이어지다 점차 안정화 되었다.

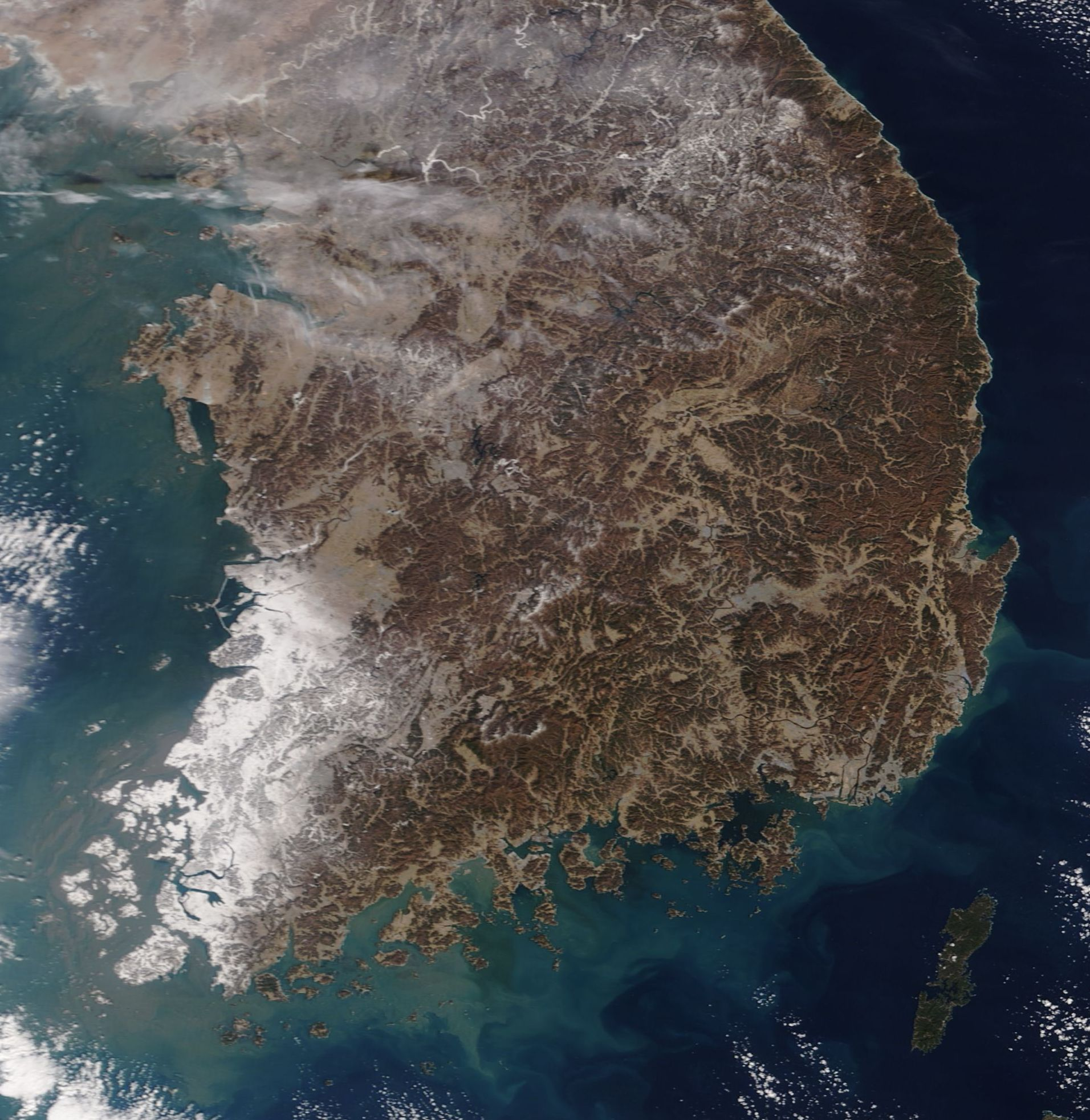
한반도의 남서부는 최종빙기 이후 해안선 상승으로 많은 섬들이 생겼다

2만 6천년 전 무렵인 최종 빙기 극대기에 이르러 바다의 수면은 지금보다 100 m 이상 내려갔고 황해의 대부분은 육지가 되었다. 황해 중앙부의 조사 결과를 보면 이 시기 황해는 강이 흐르는 육지로서 많은 침식작용을 받았다. 황해에서는 약 1만6천년 전 살았던 코끼리의 뼈가 발견되기도 하였다. 그러나 최종빙기 이후 차츰 해수면이 상승하였다. 퇴적층 시추를 통한 생물 지표 연구를 보면 대략 1만3천2백년 무렵 황해 남부에서 부터 해수면 상승이 시작되었고 약 8천7백년 무렵엔 황해 중부까지 해수면에 잠겼으며 이후 6천8백년 전 무렵까지 해수면 상승이 빠르게 진행되었다. 빙하의 후퇴와 함께 기온도 상승하여 냉대성 기후를 보이며 침엽수가 자라던 한반도 남부는 온대 기후로 바뀌면서 상록활엽수가 우점종을 이루게 되었다. 황해가 육지였던 시기 사람들 역시 그 곳에 거주하였을 것이다. 제주특별자치도 고산리에서 발견된 신석기 유적을 남긴 사람들은 바다가 아니라 육지를 통하여 그곳에 도달하였다. 한때 육지로 이어진 구릉이었던 곳들이 해수면 상승 이후에 점점이 남아 섬들이 되었다. 특히 황해의 동부인 한반도 연안에 많은 섬들이 생겼다.
황해가 완전히 바다로 변한 뒤 황해로 흐르는 강들이 해저에 퇴적물을 쌓기 시작하였다. 황하를 통해 운반되는 퇴적물은 산동반도를 돌아 황해 중부에 이르기까지 퇴적물이 쌓인다. 황하와 다른 많은 강들이 실어 운반한 토사는 조석 간만이 큰 완만한 해안에 퇴적되면서 갯벌을 발달시켰다.

## 기후와 생태계
황해를 둘러싼 중국대륙과 한반도의 북부는 쾨펜의 기후 구분에서 냉대 동계 소우 기후에 해당하는 지역이다. 그 보다 남쪽인 중국대륙 남부와 한반도 남부는 온대 동계 소우 기후이고, 제주도는 온대 습윤 기후를 보인다. 황해는 육지로 둘러쌓인 얕은 바다이어서 이러한 주변의 기후에 큰 영향을 받아 계절에 따라 수온과 염분, 해류 등에 큰 차이를 보인다. 겨울에는 차고 건조한 북쪽의 대륙성 기단의 영향으로 수온이 크게 내려가 북쪽의 발해만 북단의 해수면 온도는 1 °C 아래까지 내려가고 제주연안의 해수면도 12 °C  정도이다. 황해의 최북단인 발해만 연안은 겨울철에 바다가 얼어 해빙이 발달해 왔지만, 기후 변화로 2014년 겨울에는 해빙이 전혀 보이지 않게 되었다. 반면에 여름철에는 덥고 습한 남쪽의 해양성 기단의 영향과 함께 쿠로시오해류의 북상 효과가 더해져 전반적으로 25 °C 이상의 수온을 보인다. 또한 여름철에는 많은 비가 내려 담수 유입이 많아지면서 염도가 낮아지게 된다. 황해에 가장 많은 담수를 운반하는 강은 양쯔강으로 유입되는 전체의 약 63% 정도를 차지한다. 황해에 유입되는 담수의 양은 연간 1조 5천억 m3 정도로 추산되며 이는 황해의 해수면을 약 1.5 m 가량 상승시킬 수 있는 양이다.
강물과 함께 많은 영양염류가 유입되고 수심이 얕아 여름철 수온이 크게 올라가기 때문에 황해에는 녹조 발생이 빈번하다. 주로 5월 초 중순에 발생하기 시작하여 가을철까지 계속된다. 2015년 연구는 중국대륙 연안의 녹조가 5월 14일 장쑤성 연안에서 시작되어 6월과 7월 칭다오 앞바다까지 크게 성장한다고 보고하였다. 2008년 하계 올림픽의 요트 경기가 열렸던 칭다오는 대규모로 발생한 녹조의 제거에 곤욕을 치르기도 하였다. 녹조는 한반도 연안에서도 매년 크게 발생하여 어업에 악영향을 준다.

### 갯벌

황해 갯벌 면적의 변화

황해의 갯벌은 세계적인 규모로 독특한 해양 생태계를 이룬다. 이때문에 중국측 발해만의 갯벌은 유네스코 세계유산으로 보호되고 있으며 대한민국 역시 등재를 추진하고 있다.
황해의 생태계는 기후와 황해의 수문학적인 특징 그리고 인간의 생활이 복합적으로 작용하고 있다. 산업화 이후 황해 연안의 인구는 5천만명이 증가하였고 이와 함께 각종 산업과 도시 성장이 환경에 영향을 주고 있다.:2 한편 이러한 산업화와 도시화에 병행하여 갯벌의 매립 면적은  9,700 ~ 10,500 km2로 추정되어 남아있는 갯벌 면적인 6,668 km2를 상회한다.:2 간척지의 증가는 해안선을 단순화하여 황해의 해안선은 1980년대의 16,450 km에서 15,970 km로 480 km 감소하였다. 해안선의 단순화와 갯벌의 감소는 해양생태계를 취약하게 한다. 조선민주주의인민공화국의 경우 평안북도와 평안남도를 중심으로 서해안 일대에 976.12 km2의 간척지를 확보하여 주로 농업에 이용하고 있으며 대한민국의 경우 시화호, 서산A·B지구, 새만금과 같은 대형 간척지를 포함하여 황해 연안에 359.9 km2의 간척지를 조성하였다. 중국은 언제나 한반도의 남북을 합친 것보다 많은 면적의 간척지를 개발해 왔으며 특히 21세기 들어 급격한 성장을 이루며 간척지 역시 크게 늘었다. 대한민국과 중화인민공화국은 황해의 보전을 위한 공동의 노력을 천명하였다. 대한민국은 2016년부터 중화인민공화국은 2018년부터 황해 연안의 간척사업을 중단하였다.:4
황해 연안의 갯벌은 다양한 저서생물을 바탕으로 여러 어류와 조류, 해양포유류가 서식하는 생물학적 생산성이 높은 곳이다.:5 꽃게와 같은 대형 갑각류는 주요 어업 소득원이고 바지락 참굴과 같은 연체동물을 대량으로 양식하기도 한다.

### 무척추동물

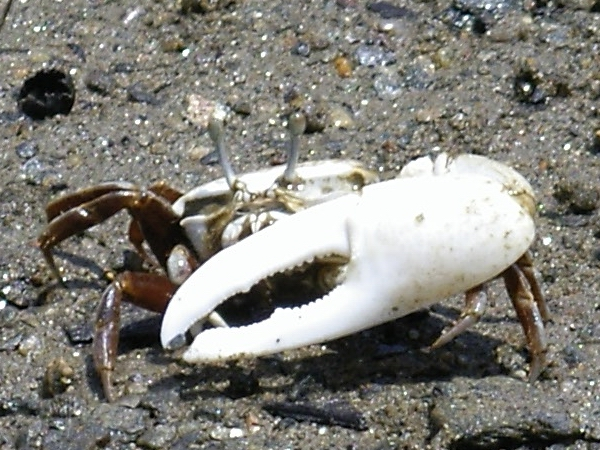
흰발농게

황해의 갯벌에는 많은 저서생물이 살고 있으며 이들은 대부분 무척추동물이다. 2018년 - 2019년 조사에서 크기가 수십 μm에서 500 μm에 이르는 중형 저서생물로는 선충류가 가장 많아 채집 개체의 80% 가량을 차지하였고, 요각류, 갑각류의 유충 등이 그 뒤를 이었다.
한편 센티미터 이상의 크기를 갖는 대형 저서생물에는 갯지렁이를 비롯한 많은 종류의 다모류와 문어, 낙지, 오징어와 같은 두족류:42, 칠게, 붉은발농게, 흰발농게, 밤게와 같은 갑각류들이 있다. 황해의 대형 갑각류인 꽃게는 대표적인 어획 생물로 봄 가을에 많이 잡히지만 2020년대에 들어 어획량이 급감하였다. 꽃게의 감소 이유로는 남획과 함께 기후변화에 따른 수온 상승이 지목되고 있다. 대하는 황해에서 매우 흔한 새우였으나 남획으로 그 수가 크게 줄어 2005년 멸종위기종으로 분류되었다.:51
바지락과 참굴은 대량으로 양식되고 있으며 대한민국의 경우 전체 바지락 생산량 가운에 85% 가량을 서해 연안에서 채취하고 있다. 황해 연안 전체에서 산업화와 공업화가 진행되면서 조개류 가운데 오염에 취약한 것은 사라지고 쇄방사늑조개와 같이 오염에 강한 종들이 상대적으로 번성하고 있다.:51

### 어류
황해에는 총 276 종의 어류가 살고 있으며 이 가운데 100 여 종이 상업적 어업의 대상이 되고 있다.

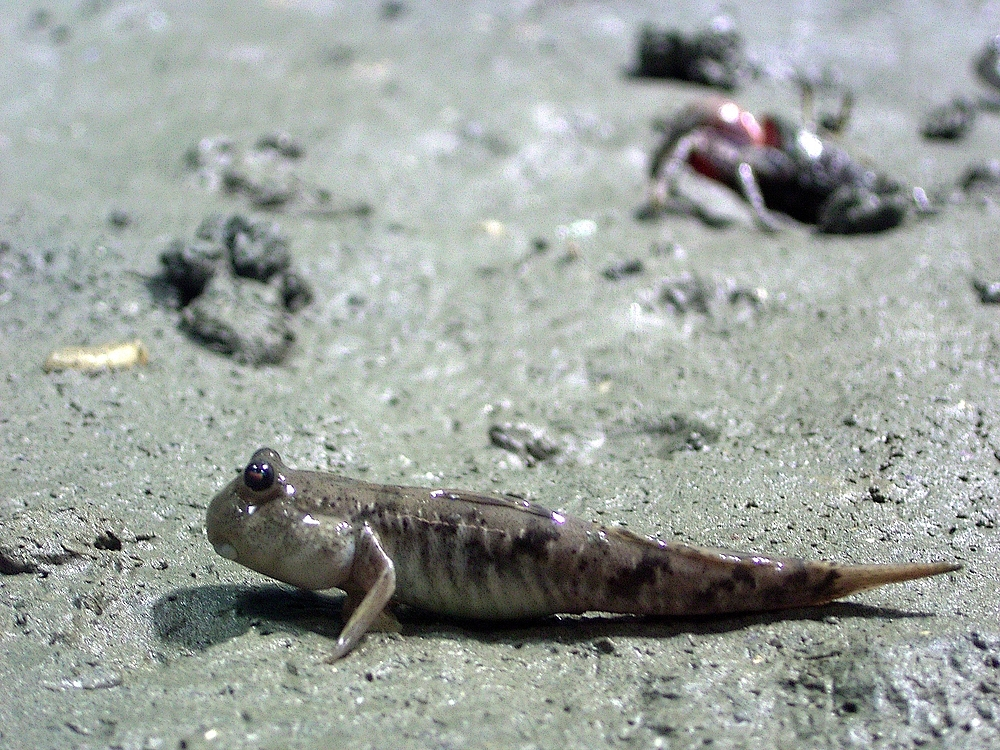
말뚝망둥어

말뚝망둥어, 큰볏말뚝망둥어, 검정망둑, 두줄망둑과 같은 망둥어과는 갯벌에서 각종 저서생물을 잡아먹고 산다. 아가미호흡을 하지만 물밖에서도 오랫동안 버틸 수 있어 진화의 연구에서 중요한 위치를 차지한다. 망둥어가 눈을 깜박이는 행동은 눈의 이물질을 씻어낼 필요성에 의해 독립적으로 진화한 것으로 다른 육상 동물의 눈깜박임과 비슷한 메커니즘을 갖는 수렴진화의 하나이다. 큰볏말뚝망둥어은 2019년 한반도 고유종 가운데 최초로 표준 유전체 분석이 이루어졌다.

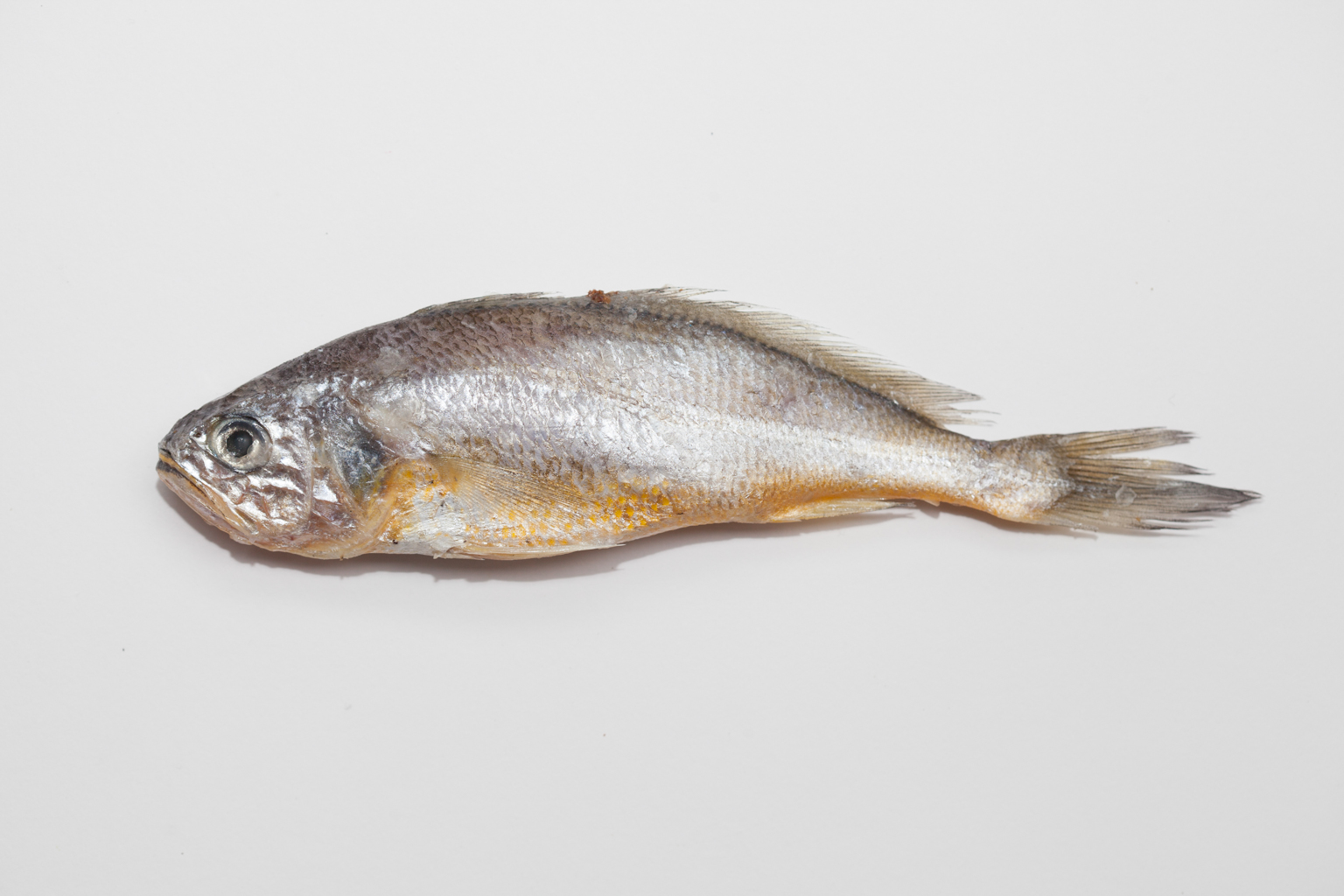
참조기

황해의 대표적인 회유성 어류로는 조기속이 있다. 조기속에 속하는 참조기, 부세 등은 한 때 황해에서 가장 흔하게 잡히는 물고기였으나 1980년대 이후 어획량이 크게 감소하였다. 참조기는 겨율철에 수온이 따듯한 동중국해의 먼바다로 이동하였다가 봄철이 되면 황해 연안으로 북상하여 여름에 발해만까지 북상하며 산란한다. 대한민국의 경우 5월이 최대 성어기로 전라남도 영광군 법성포는 한 때 최대의 조기 산지로서 영광 굴비의 명성이 이어지고 있으나, 최근에는 어획량 감소와 함께 조기가 올라오는 길목인 추자도 부근에서 미리 어획이 이루어져 법성포까지 올라오는 조기를 보기는 어려운 상황이다. 영광군은 과거의 명성을 다시 살리기 위해 참조기를 양식하는 한편 치어를 방류하며 참조기 어업 보존을 위해 노력하고 있다.
밴댕이는 황해의 한반도 연안에서 남해와 일본 연안과 동중국해에 이르기까지 서식지가 넓은 어종이다. 대한민국에서는 주로 강화도를 중심으로 한 중부 연안에서 잡는다. 15 cm 내외의 작은 몸집에 내장이 작아 흔히 배포가 크지 않은 사람을 "밴댕이 소갈딱지"에 빗대곤 한다.
홍어와 참홍어는 황해의 한반도 남부지역에서 주로 잡히는 물고기로 특히 전라도 지역에서 여러 가지 요리에 쓰인다. 삭힌 홍어에 막걸리를 곁들이는 홍탁은 정약전의 《자산어보》에도 소개가 되어 있다. 대한민국의 고도성장기에 전라도 사람들이 여러 도시로 일자리를 구해 이동하면서 홍어 요리 역시 전국적인 음식이 되었다. 홍어에 대한 수요가 크게 늘자 연안에서 잡히는 것으로는 충당할 수 없어서 최근에는 주로 아르헨티나에서 잡힌 것이 유통되고 있다.
넙치는 황해 연안에 머물러 사는 정착성 어류이고, 멸치, 삼치, 갈치 등은 여름철 따듯한 해류를 타고 올라오는 난류성 어류이다.
1980년대 이후 남획으로 인한 어획량 감소가 대한민국과 중화인민공화국 사이의 국제적 문제로 제기되었고, 2000년 이를 해결하기 위한 한중어업협정이 채결되었으나, 그 이후로도 양국의 어업 분쟁은 격화되고 있다. 특히 대한민국의 지속적인 단속에도 불구하고 끊임 없이 떼를 지어 몰려오는 중국어선의 불법 조업은 해묵은 문제이다.

### 해양포유류

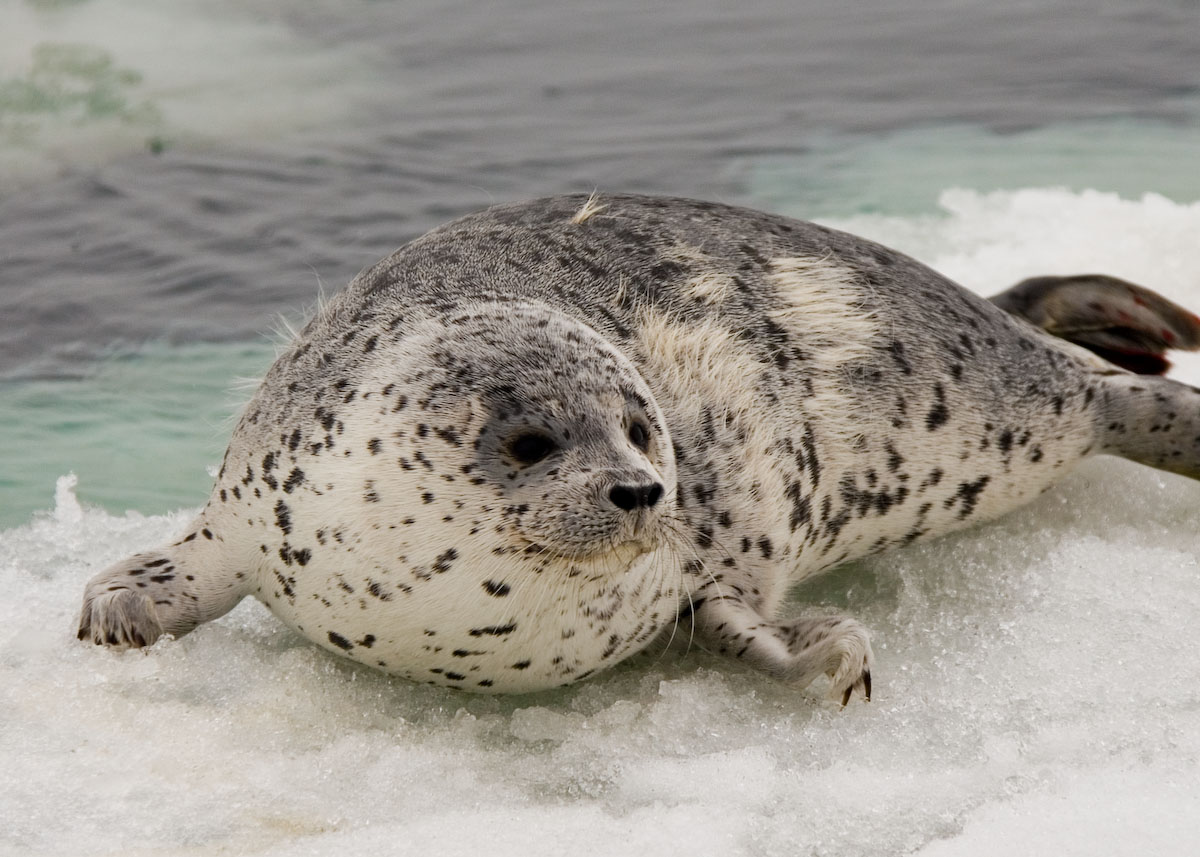
물범

물범은 황해의 대표적인 해양포유류 가운데 하나이다. 한반도 주변에는 황해에 서식하는 물범 무리와 동해에서 한반도 주위와 사할린을 오가는 무리로 나뉘는데 두 무리는 아마도 같은 집단이었다가 최종빙기 이후 해수면이 높아지자 황해의 무리가 따로 고립되었을 것으로 추정된다. 《자산어보》에는 흑산도 주변에서도 관찰되었다는 기록이 있어 황해 연안 전체에 걸쳐 살았을 것으로 추정되고 1940년대 8천여 마리로 기록되었지만 남획으로 급격히 개체수가 줄어 1970년대에는 500 마리 이하까지 줄어들었다. 1982년 천연기념물로 지정되는 등 여러가지 보호조치가 이어져 현재는 1천 200 마리 정도의 개체수를 유지하고 있다. 물범은 4월에서 11월까지는 백령도 인근에서 생활하다가 겨울이 되면 발해만까지 올라가 새끼를 낳는다. 백령도에서는 환경운동가와 지역 주민들이 힘을 합쳐 백령도 점박이물범 생태관광협의체를 운영하고 있다.
동아시아에만 서식하는 돌고래인 상괭이는 황해에서 가장 흔하게 볼 수 있는 고래이다. 황해는 일제강점기까지도 참고래와 밍크고래, 대왕고래, 혹등고래 등이 서식하였으나 1920년대 대청도에 포경기지가 건설되는 등 고래잡이가 성하면서 지금은 거의 멸종상태이다. 제주연안에는 남방큰돌고래가 산다.

### 조류

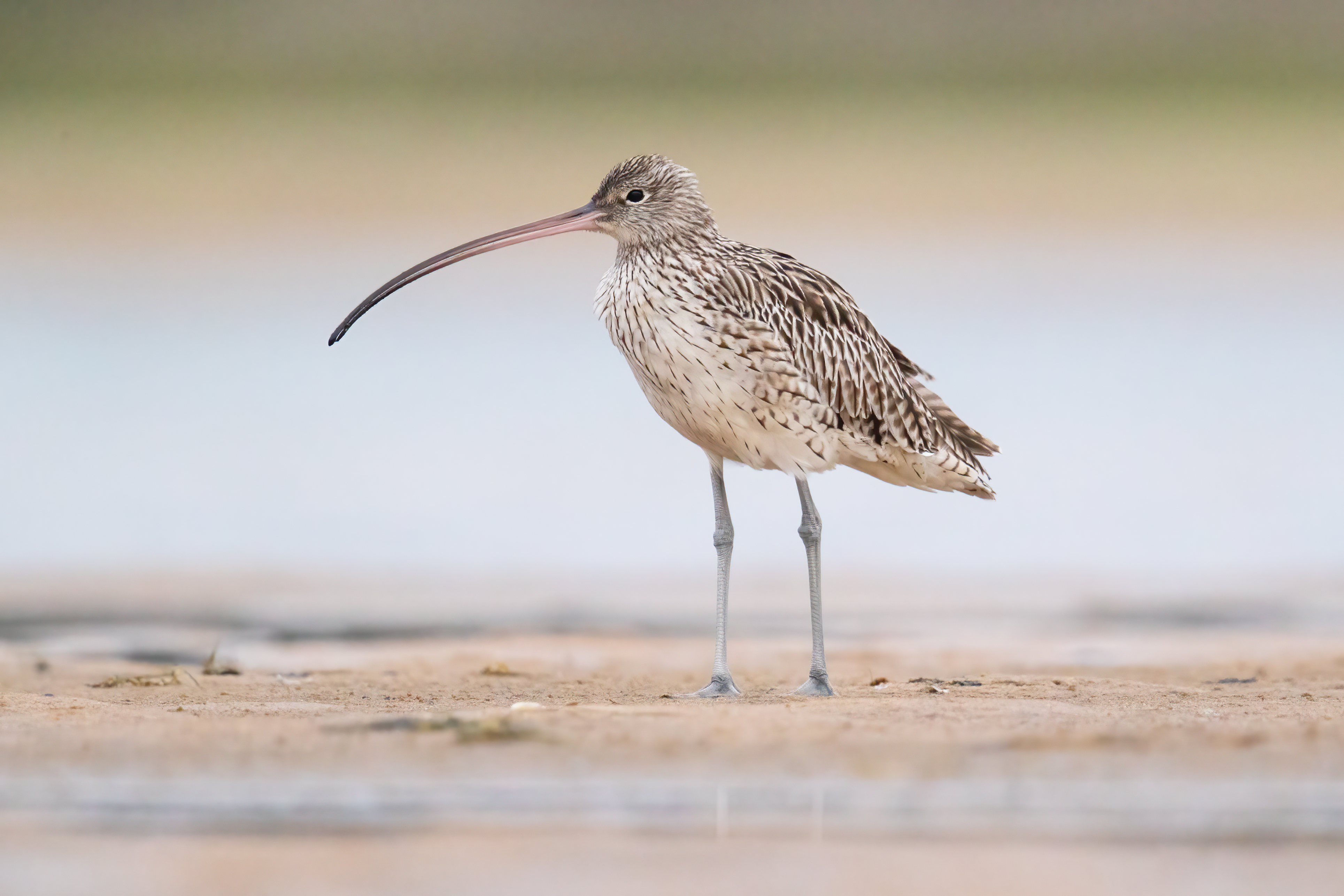
알락꼬리마도요

황해의 조류는 크게 보아 한 자리에서 서식하는 텃새와 산란이나 월동을 위해 찾아드는 번식 철새, 그리고 다른 곳으로 이동하기 위해 경유하는 비번식 철새로 구분할 수 있다. 이 가운데 국제적 관심을 받는 것은 철새들이다.:47-49
황해는 멸종위기종을 포함한 여러 철새들의 산란지이자 경유지이지만 체계적인 데이터의 종합과 분석은 아직 이루어지지 않고 있다.:47 1990년대 이후 대한민국은 러시아, 중화인민공화국, 오스트레일리아 등과 철새 보호 협정을 맺었고 2019년 동아시아-대양주 철새이동경로 파트너쉽을 위한 국제기구 이에이에이에프피(EAAFP, East Asian-Australasian Flyway Partnership)가 인천광역시의 송도국제도시에 본부를 두고 설립되었다.
황해의 텃새 가운데 흔한 것으로는 괭이갈매기가 있다. 괭이갈매기는 황해 전역을 누비며 생활한다. 백령도에서 위치를 추적한 개체 중에는 총 1만7502 ㎞의 거리를 이동한 것도 있다. 충청남도 태안군 근홍면 인근의 태안 난도 괭이갈매기 번식지는 1982년 천연기념물로 지정되었다. 황해연안의 섬들을 오가는 배에 탑승한 승객들은 새우깡과 같은 과자를 받아 먹기 위해 날아오는 괭이갈매기를 신기하게 구경하지만 새의 생활에는 그리 좋지 않다는 의견이 있다. 백령도에서는 지금은 극히 보기 어려운 황새가 관찰되고 중국측 연안과 한반도의 서남부 바위섬에는 가마우지 군집이 드물게 형성되어 있다.
월동과 번식을 위해 갯벌을 찾는 철새 가운데 가창오리는 겨울철 한반도 연안에서 거대한 군집을 이루어 장관을 연출한다. 조선민주주의인민공화국 평안북도 정주시의 대감도 등은 노랑부리백로, 저어새, 칼새, 검은머리물떼새 등이 월동하는 주요 서식지이고, 이외에도 황해에서 번식하는 철새로는 두루미, 흑두루미, 큰고니 등이 국제적으로 주목받고 있다.
황해를 경유지로 삼는 철새 가운데 대표적인 것으로 알락꼬리마도요를 들 수 있다. 알락꼬리마도요는 시베리아에서 오스트레일리아 사이의 수천 Km를 이동한다. 한편 넓적부리도요는 시베리아에서 여름을 난후 황해를 경유하여 미안마와 태국으로 향한다.

### 기후 변화
지구온난화에 따른 전세계적 기후변화의 영향으로 극지의 얼음이 녹아 내리면서 세계의 모든 곳에서 해수면이 상승하고 있다. 황해는 그 가운데도 해수면 상승이 가파른 편으로 1995~2025년의 30년 동안 10년마다 평균 4.3 cm의 상승을 보였다. 2025년 3월에는 지난 30년 동안의 평균에 비해 5.7 cm 더 높았다. 겨울철 바다가 얼던 발해만 연안도 2014년 해빙이 모두 녹아 얼지 않았고 이후로도 바다가 어는 일이 드물게 되었다.

### 해양 오염
황해로 흘러드는 강물에는 토사뿐만 아니라 해양 식물성 플랑크톤의 양분이 되는 각종 영양염류가 포함되어 있다. 주요 영얌염류는 질산 질소, 암모니아, 인산 인, 규산 규소 등으로 유입량은 각각 3.8, 3.2, 0.3, 6.2 x109 mol / year이다. 중국 측 하천에서는 주로 농업 활동에 의한 질산 성분이 많고 한국측 하천에는 생활 오수로 인한 암모니아 성분이 많다. 1960년대 이후 황해 연안은 중국과 한반도 모두 공업단지로 개발되어 급속한 산업화와 인구 집중이 일어났고 이로 인해 중금속을 비롯한 각종 오염이 극심해졌다. 1995년 월드워치 연구소는 황해를 세계에서 가장 오염이 심한 바다들 가운데 7위로 보고하였다. 한편 중국대륙 내륙에서 해마다 발행하여 황해를 건너 한반도에 이르는 황사에도 다수의 중금속이 포함되어 있고 이 가운데 상당수가 황하에 퇴적되고 있다.
대한민국은 1988년부터 군산의 서쪽 200 km 가량에 위치한 황해 중부 수심 80 m 가량의 반폐쇄형 분지인 서해병에 각종 음식물 쓰레기와 폐오니, 산업폐기물 등을 버려왔다. 폐기량은 1988년 약 100만 톤에서 1996년 약 800만 톤까지 증가하였고 중금속 오염과 함께 영양염류가 크게 증가하였다. 해양 오염에 대한 지적이 계속되자 대한민국 정부는 2006년 서해병의 산업폐기물 투기를 금지하였고 2012년에는 생활오폐수와 가축 분뇨의 투기를 금지하였다. 폐기 규제 이후인 2006년에서 2009년 사이에 이루어진 조사에서 서해병에는 주로 하수를 처리하고 남는 오니의 투기와 산업폐기물의 투기에 의한 중금속 오염이 보고되었고 이 가운데 비소는 생태계에 유의미한 위해를 가할 수 있는 양이 검출되었다. 대한민국은 서해병의 페기물 투기를 중지한 이후인 2013년부터 수 차례에 걸쳐 인근 해변의 모래 등으로 폐기물을 덮었다. 그 결과 중금속의 유출은 감소하였으나 대량으로 유입된 모래는 원래 갯벌 등의 진흙에 사는 저서생물의 생태와 맞지 않아 개체수 감소와 같은 또 다른 부작용을 보였다.

## 역사

### 선사시대

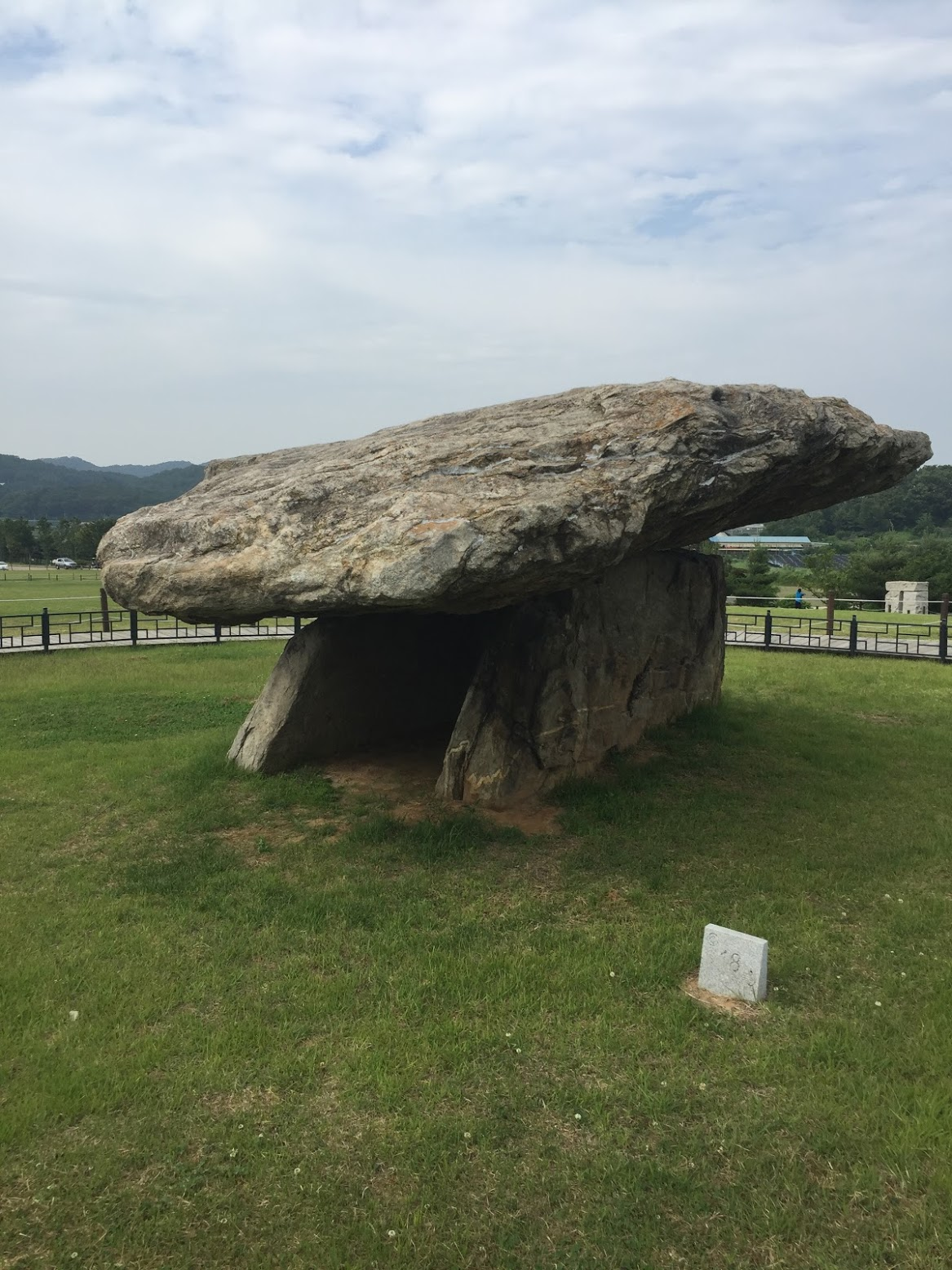
강화 부근리 지석묘

현생 인류는 아프리카의 동부에서 기원하여 해안선을 따라 인도와 동남아시아를 거쳐 동아시아에 이르렀다.:50-51 이 과정에서 최종 빙기 극대기인 2만 6천년 전 - 2만년 전 무렵 오늘날 인도네시아 등을 중심으로 한 동남아시아의 여러 섬들은 순다랜드라 불리고 있는 거대한 육지였으며 이 지역의 인구 가운데 일부가 동아시아로 이주한 것으로 보인다. 당시는 해수면이 120 m 이상 낮아 황해는 육지였고 구석기를 사용하는 인류 역시 지금은 바다가 되어버린 황해의 이곳 저곳에 살았을 것이다. 황해에 까지 도달한 인류는 주기적으로 반복된 빙기와 간빙기의 기후 변화에 따라 연해주까지 올라갔다 한반도로 내려오는 이주를 계속하였다. 당시 황해는 낮은 기온과 적은 강수량으로 상당 부분이 사막의 모습을 보였고 한반도는 지금의 남부지방에 이르기까지 냉대성 기후를 보였다. 오늘날 김포시와 인천광역시 강화군 등에서 보이는 구석기 유적은 해안선 가까이에서 출토되었지만 이러한 사정을 고려하면 실제 당시의 사람들이 살았던 시기 이 지역은 내륙의 깊숙한 강변이었다.
인천광역시 옹진군의 소연평도에는 신석기 시대의 패총이 발견되었다. 이 패총은 약 5천년 전 무렵 형성된 것으로 이 시기는 이미 최종 빙기가 끝나고 해수면이 차오르던 때였기 때문에 소연평도 패총에는 소라, 참굴 등의 해양성 조개류의 껍질이 쌓여있다. 빙기가 끝나고 기후가 온난해지면서 황해는 해수면이 상승하고 한반도는 초지가 숲으로 변하였다.  서해안의 여러 섬들 역시 이 무렵 육지에서 섬으로 변화하였다. 이 때문에 식량이 부족해 진 탓으로 장기간 거주는 어려운 환경이어서 초기 인류는 대부분 북쪽으로 이동하였다. 한반도의 신석기는 간석기보다 구석기 문화에서 유래한 눌러떼기 기법을 사용한 것들이 많으며 이와 함께 각종 동물의 뼈 등을 이용한 도구들이 보인다. 구석기 문화와 신석기 문화 사이에는 적지 않은 시간적 간극이 있어 기후 변화와 함께 사람들의 이동이 있었음을 보여준다.
청동기 시대에 들어 황해 연안의 사람들은 고인돌로 대표되는 거석 문화를 이루었다. 고인돌은 랴오닝 반도에서 한반도 서해안을 거쳐 일본의 규슈 지역에 이르기까지 분포되어 있다. 고창 화순 강화 고인돌 유적는 세계적인 고인돌 집약지로 유네스코 세계유산으로 등재되었다. 고인돌에서는 간석기로 만든 칼이나 화살촉과 함께 비파형동검이나 세형동검과 같은 청동기 무기가 발견되어 조성 당시의 문화를 알 수 있게 한다.
발해만을 둘러싼 지역은 오래된 청동기 문화들이 성쇠를 거듭하였다. 요서 지역에는 하가점하층문화가 꼽히고, 선양시 부근에는 고태산문화가, 요동의 산지에는 마성자문화, 요동반도에서는 쌍타자문화, 경진지구의 대타두문화, 산동반도의 악석문화 등이 발굴되어 연구되었다. 랴오닝 반도에서 압록강변을 거쳐 한반도 북서부까지 이르는 지역에는 미송리형토기로 특징되는 청동기 문화가 있었다.

### 고대

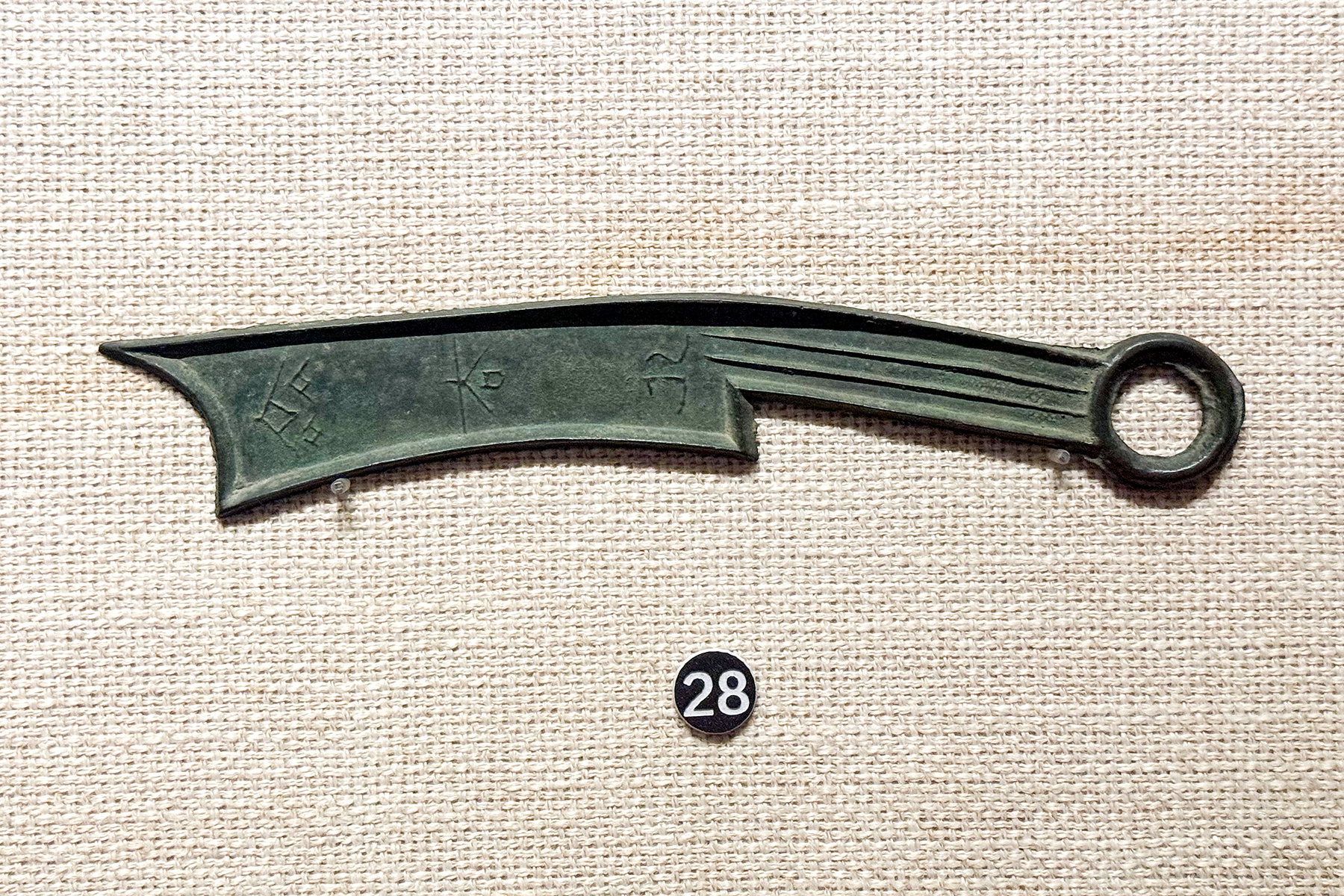
명도전은 고대 황해 연안의 무역에서 널리 사용되었다

황해 연안은 여러 정치 세력이 등장하고 점차 국가로 발전하여 고대 국가를 이루었다. 중국의 춘추 시대와 전국 시대에 걸쳐 황해 연안은 제, 연, 오, 월 등이 있었고 지금의 만주 지역과 한반도에는 부여, 고구려, 백제, 신라 등의 국가가 세워졌다. 이들 나라는 교류와 전쟁이 뒤섞인 복잡한 외교관계를 맺었다. 진시황 이후 춘추 전국을 끝내고 중국을 통일하여 지배한 전한은 한사군을 설치하며 한반도 지역까지 영향력을 행사하였고 고구려는 태조왕 시기 주변 소국들을 정복하며 세력을 키우면서 후한의 압박을 뚫고 요동과 요서까지 진출하였다.
한나라가 붕괴하고 위,촉,오의 삼국 시대가 되자 황해를 둘러싼 나라들 역시 시대적 변화에 따른 관계 변화를 맞았다. 오의 손권은 먼 나라와 수교하고 가까운 나라를 공격한다는 원교근공의 이론에 따라 고구려에 사신을 보냈으나, 공손연과 대립하며 위나라와 협력하고자 하였던 고구려는 오히려 오의 사신을 참수하여 그 머리를 위나라의 조예에게 보낸다. 고구려는 이후 이어진 중국 왕조인 수, 당과도 전쟁을 하였다.
백제는 근초고왕 때에 이르러 마한의 잔여 세력을 대부분 흡수하고 중국 남북조 시대의 진(晋)과 교류하였고 이후로도 주로 남조의 나라들과 교류하였으나 고구려가 남하하며 백제를 압박하자 원교근공을 위해 북위에 사절단을 보내기도 하였다.
신라는 상대적으로 고립되어 있었으나 고구려의 남하를 저지하기 위한 나제동맹 이후 한강 유역을 확보하면서 당나라와 직접 교류할 해로를 확보하게 되었다. 이 외교 관계로 신라는 결국 백제와 고구려를 무너트리고 한반도의 대부분을 차지할 수 있게 되었다. 한반도 서해안을 확보한 신라는 산둥반도에 신라방을 열고 당나라와 활발한 해상 무역을 하였다.
이처럼 고대 시기부터 황해는 동서 연안의 나라들 사이를 연결하는 해상 교통로였기 때문에 마치 서구 고전 고대 시기의 지중해와 같은 성격을 지닌 "동아지중해"이었다는 평가가 있다.

### 중세

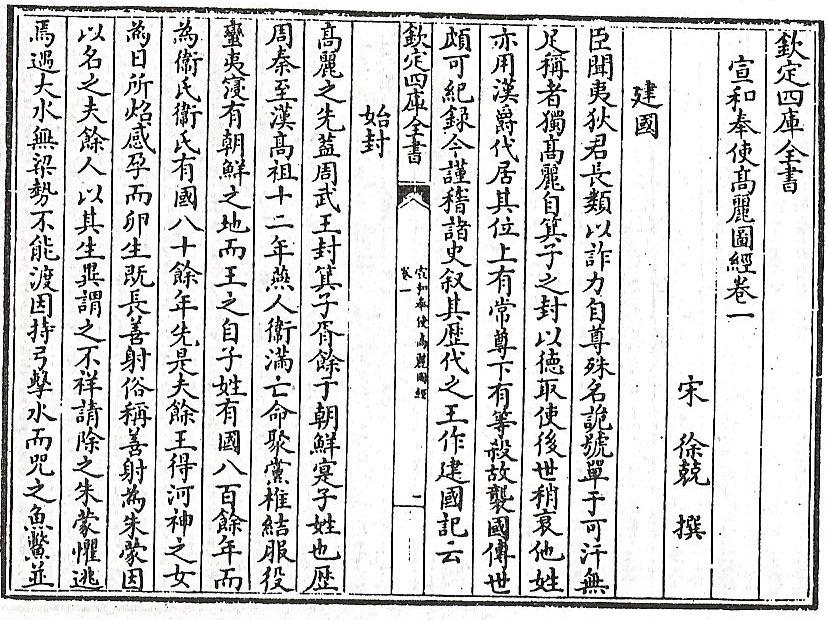
《선화봉사고려도경》

중세 시기 황해의 연안에는 중국 측에 송, 금, 요, 원 등이 있었고, 한반도 쪽으로는 발해와 고려가 있었다. 발해는 요동과 산동반도를 잇는 해상 무역이 활발하였으나 926년 요와의 전쟁에서 멸망하였다. 스스로가 해상 무역을 통해 성장한 호족이었던 왕건이 건국한 고려는 벽란도 등을 거점으로 해상 무역을 하였다. 요가 화북지방을 점령하고 압박해 오는 시기에도 남송과 해상을 통한 사신 교류와 무역이 계속되었다. 송의 사절 서긍은 1123년 고려를 방문하고 《선화봉사고려도경》을 집필하기도 하였다.
고려의 황해 무역은 원나라 시기까지도 계속되었다. 2018년 충청남도 태안군 근흥면 마도해안에서 원송시기의 상단을 표시한 도자기가 다량으로 인양되어 당시 국가간의 왕래뿐만 아니라 민간 상인들의 사적 무역도 활발하였음을 보여준다. 한편 삼별초의 저항을 진압한 원나라는 제주도를 직할령으로 삼고 말을 목축하게 하였다. 말이 제주도의 특산물이 된 것은 이때 부터이다.

### 근세

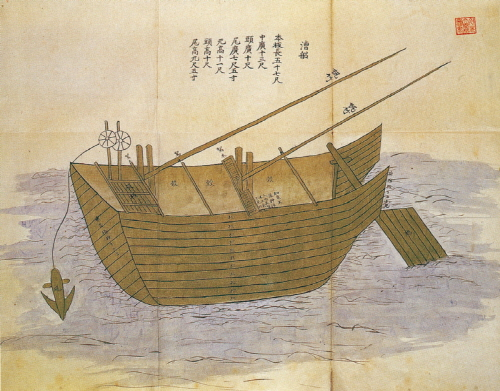
조운선

14세기 말은 황해 연안의 나라들 모두에서 대전환기였다. 중국 측에서는 명이 원을 몽골 지역으로 몰아내며 중국 대륙을 차지하였고 한반도에서는 고려가 무너지고 조선이 건국되었다. 명나라는 건국 초기 사무역을 엄금하고 조공만을 인정하는 한편, 해상을 통한 무역도 봉쇄하는 강력한 해금정책을 실시하였다. 이로서 조선의 대중국 무역 역시 해상보다 육로가 주를 이루게 되었고, 이러한 양상은 청대까지 이어졌다.
18세기 무렵이 되면 해금정책의 완화와 더불어 황당선과 같은 배들의 해상을 통한 밀무역이 이루어졌고 청과 조선 모두 이들을 단속하고자 하였으나 그리 성공적이지는 않았다. 그러나 이 시기에도 대부분의 물자와 사람은 육로를 이용하여 이동하고 있었다. 조선은 일년에 두 차례 정도의 정기적인 사신 행렬을 육로를 통해 베이징으로 보냈고 많은 인사들이 《연행록》과 같은 글을 남겼다. 이 시기 조선의 해운은 주로 조운선을 이용한 세곡의 운반을 위해 이루어졌다.

### 근대

프리깃

동아시아에서 근대는 해양을 통해 들어온 서구의 것이었다. 조선의 이양선, 일본의 흑선과 같은 명칭은 모두 서구의 범선을 가리키는 것이었다. 식민주의를 앞세운 팽창적 제국주의로 전세계를 식민지화하였던 서구의 여러 나라들은 동아시아에서 열강으로 불리게 된다.
서구 열강은 무역, 종교의 선교, 외교, 전쟁 등 다양한 방식으로 동아시아에 접근하였다. 명나라 가정제 시기에 이미 포루투갈의 마카오 거주가 허용되었고 이를 바탕으로 포르투갈령 마카오가 세워졌다. 마테오 리치는 마카오를 통해 중국으로 들어가 베이징에 성당을 세우고 선교 사업을 하였고 이를 통해 조선에도 천주교가 알려지게 되었다. 마카오는 오랫동안 천주교 전파의 구심점 역할을 하여 김대건 역시 마카오에서 신부가 되었다.
명-청 교체기 이후에도 중국은 서구의 접근을 전통적 외교와 무역의 일환으로 바라보았고 그다지 큰 경계심을 보이지 않았다. 영국의 사절 조지 매카트니를 만난 건륭제는 청나라에 부족한 것이 없다며 영국의 무역 요구에 호응하지 않았고 그저 차를 선물하였을 뿐이다. 실제로 청과 영국 사이의 무역은 일방적으로 청나라의 여러 문물을 영국이 수입하는 구조였고 영국은 막대한 무역적자를 보았다. 영국은 이러한 무역 관계를 역전시키기 위해 아편을 유통시켰고 당연히 청나라와 대립하게 되었다. 영국이 아편전쟁의 승리로 홍콩을 조차하고 동아시아에서 힘의 우위를 차지하게 되자 청나라는 급격히 중앙의 통제를 잃고 혼란에 빠지게 되었다.
중국이 무력하게 패배하는 모습을 본 열강들은 앞다투어 동아시아의 이권을 다투게 되었다. 조선은 신미양요와 병인양요를 겪었고, 그 사이 일본은 매슈 페리의 함포 외교에 충격을 받고 개항하였다. 서구의 충격을 받은 한, 중, 일 세 나라는 저 마다 나름의 방식으로 대처하였다. 청나라의 양무운동이나 일본의 화혼양재론 등은 기존의 질서를 유지한 가운데 근대를 받아들이기 위한 시도였으나 청나라는 태평천국의 난과 같은 지방 봉기를 겪으며 지배력을 잃고 무너졌고  일본은 메이지 유신으로 에도 막부가 무너졌다. 그 사이 조선은 흥선대원군의 주도 아래 척화비를 세우며 쇄국 정책을 강화하였다.

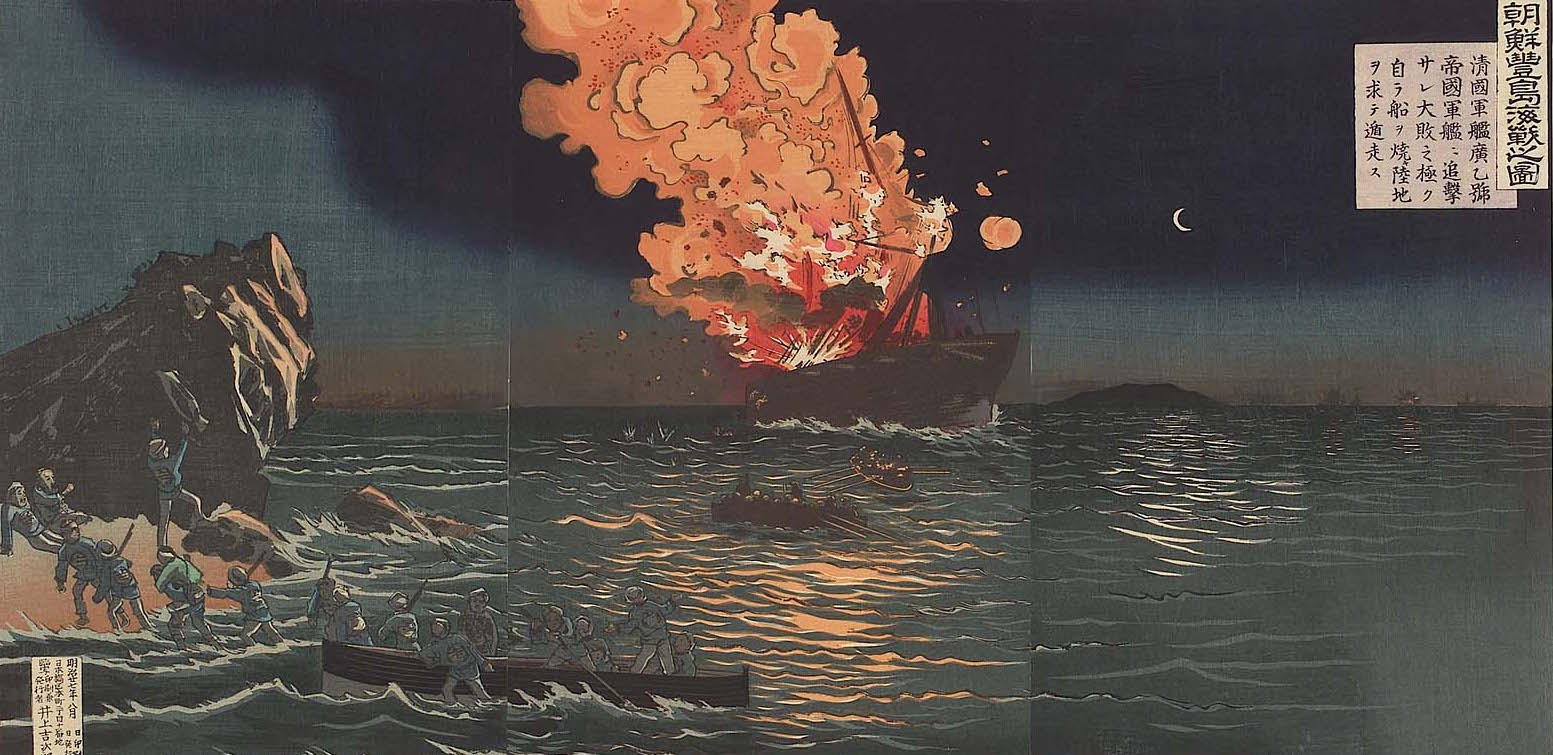
풍도해전을 묘사한 판화

황해는 이러한 세계사적 변화의 영향을 고스란히 겪었다. 1876년 강화도조약으로 제물포를 개항하게 된 조선에서는 점차 일본의 영향력이 커져 갔다. 1897년 독일은 칭다오를 점령하였고 이듬해 99년 간의 조차 조약을 맺었다. 쇠퇴해 가는 청나라와 새롭게 부상하는 일본은 조선에 대한 영향력을 놓고 대립하는 양상을 보였고, 결국 청일전쟁이 일어나게 되었다. 1894년 일어난 황해해전에서 일본해군 연합함대의 마쓰시마와 청나라 북양수사의 진원함은 모두 철갑을 두른 증기선이었다. 두 나라 모두 특히 재해권을 놓고 근대 기술의 수용을 위해 노력하였음을 보여준다. 이 해전에서 일본은 압도적인 승리를 거두며 황해의 재해권을 장악하였다. 일본은 청일전쟁에서 승리함으로써 동아시아의 패자로 급부상하였다.
러시아는 청나라가 쇠약해 진 틈을 타 다롄까지 이어지는 철도를 부설하면서 황해에 영향력을 행사하였고 결국 한반도를 비롯한 동아시아의 패권을 놓고 일본과 충돌하여 러일전쟁이 일어났다. 뤼순을 기습 점거한 일본은 요동의 여러 도시를 점령하였고, 제물포해전에서 러일전쟁 초기 있었던 해전으로 심각한 피해를 입은 러시아 순양함 바랴크는 자침하였다.  일본은 러일전쟁에서 승리한 이후 조선을 자신의 지배 아래에 두고자 하는 야욕을 노골적으로 나타내기 시작하였고 결국 1910년 강점하였다.

### 20세기
청일전쟁과 러일전쟁 그리고 조선의 강점을 거치면서 일본은 제국주의 열강의 일원으로 성장하였다. 일본의 팽창주의적 야망은 이후 만주사변과 중일전쟁을 거쳐 태평양전쟁으로 이어졌다. 이 시기 황해는 일본과 각지를 잇는 주요 교통로가 되었다. 시모노세키는 부산, 인천, 다롄, 칭다오 등을 잇는 황해 해상 교통의 중심지였다.
1945년 일본이 태평양전쟁에서 패하고 무조건 항복한 이후 중국은 국공내전이 벌어졌으며 한반도는 남북으로 분단되었다. 1948년 대한민국과 조선민주주의인민공화국이 남북 각자에서 단독 정부를 수립하는 사이 중국의 국공내전은 1949년 중국공산당의 승리로 귀결되어 중국의 본토는 중화인민공화국이 차지하고 장제스가 이끄는 중국국민당은 타이완으로 피난하여 지금까지 중화민국이 이어지고 있다. 1950년 조선민주주의인민공화국의 김일성은 기습적으로 남침하여 한국전쟁을 일으켰다. 1953년 한국전쟁이 휴전을 맞을 때까지 이렇듯 황해는 반세기 이상 전쟁이 끊이지 않는 바다였다.
한국전쟁 이후 황해를 둘러싼 나라들은 냉전 체계 속에 자본주의와 공산주의의 양대 진영으로 나뉘었고, 각자 산업화와 도시화를 시작하였다. 전후 재건기에서 대한민국의 산업이 부진한 사이 조선민주주의 인민공화국이 먼저 산업화를 시작하였으나 1970년대에 들어 대한민국이 급격한 산업화를 이루어내자 상황은 역전되었다. 중화인민공화국은 대약진운동과 문화대혁명의 혼란 속에 극심한 경기 침체를 겪었으나 덩샤오핑의 등장 이후 경제 발전을 도모하였다.
1991년 소련의 해체와 함께 냉전 시대가 저물자 1992년 대한민국과 중화인민공화국은 수교를 맺고 경제와 문화 등에서 다양한 교류를 시작하였다. 이로서 냉전시기 왕래가 뜸하였던 한중 사이의 해상 교통도 다시 활기를 띄게 되었다.

#### 중일전쟁

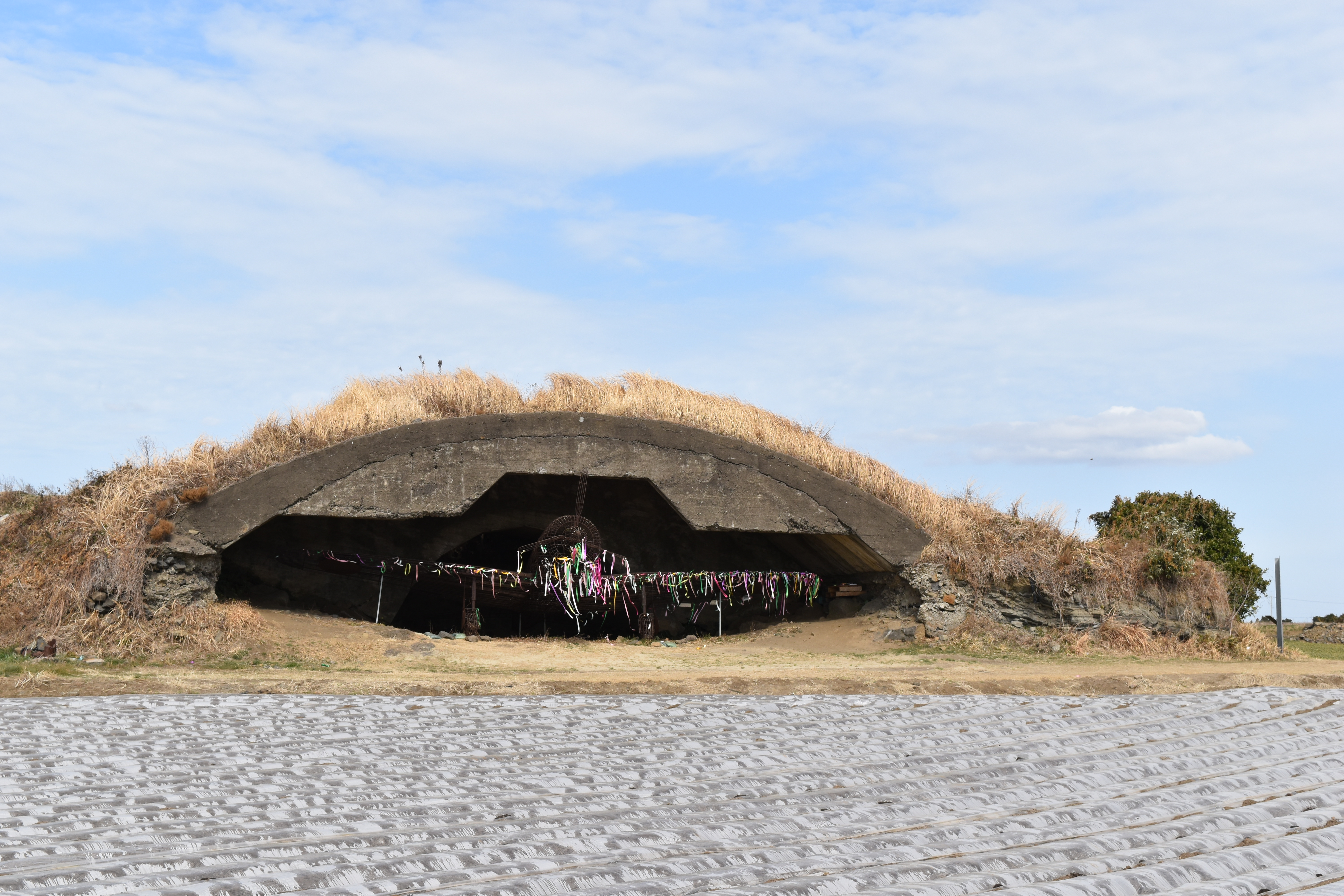
알뜨르 비행장의 격납고

1931년 일본은 만주사변을 통해 신생국인 중화민국과 전쟁을 시작하였다. 전쟁이 일어난 이듬해 옛 청나라의 마지막 황제 푸이는 사실상 일본이 지배하는 만주군의 비호를 받으며 만주국의 황제가 되었다. 만주사변 이후 중국과 일본은 상시 전쟁상태였으나 전투 자체는 소상상태였다. 1937년 일본은 다시 루거우차오 사건을 일으켜 전면전을 개시하였고, 중국측은 이에 대항하여 서로 반목하던 군벌들과 중국공산당까지 합세한 제2차 국공 합작을 이루게 된다. 이 전쟁은 이후 일본이 태평양전쟁에서 패망할 때까지 지속되었다.
중일전쟁이 일어나자 일본은 텐진 상하이 등의 중국 해안 거점 도시들을 점령하여 보급의 교두보로 삼았고 제주도의 알뜨르 비행장을 중국 폭격을 위한 전초기지로 삼았다.

#### 태평양전쟁

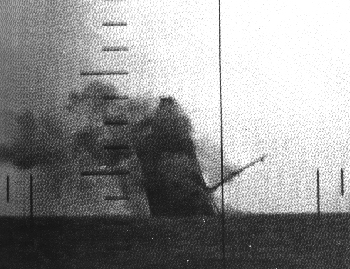
남포 앞바다에서 미국 잠수함 USS 와후에 격침되어 침몰하는 닛츠 마루

태평양전쟁 시기 대부분의 기간 동안 황해는 일본이 재해권을 장악하고 있었다. 그러나 전쟁 중반이 넘어 태평양에서 일본이 패퇴하기 시작하면서 황해 역시 더 이상 안전하지 않은 해역이 되었다. 미군 잠수함들은 한반도 연안까지 침투하여 일본 전함을 노렸다. 1943년 USS 와후 (SS-238)은 한반도 연안 황해상에서 일본의 호젠 마루와 닛츠 마루를 격침시켰다. 점차 재해권을 상실한 일본은 이른바 "일억총옥쇄"를 주장하며 곳곳을 요새화 하였다. 그러나 일본제국주의의 이러한 비인간적 주장이 실제 실현된 곳은 오키나와와 같이 일본의 본토 밖에 있는 곳이었다. 제주도 역시 곳곳에 지하 벙커와 해안 동굴이 만들어졌고 미군의 상륙에 대한 요새화가 진행되었다.

#### 한국전쟁

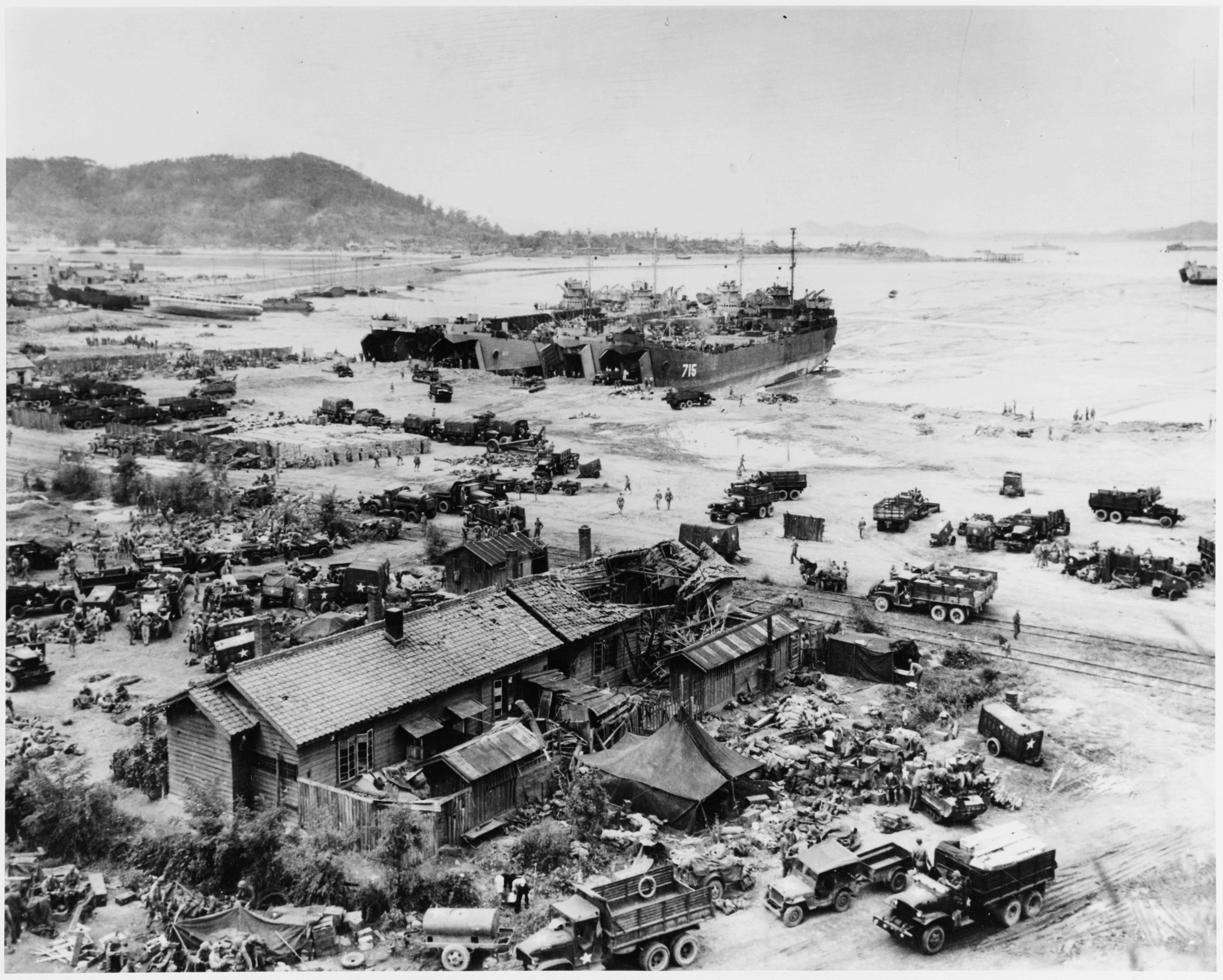
인천상륙작전

일본의 패망이후 한반도는 해방을 맞이했으나 소련과 미국이 삼팔선을 기준으로 분할 주둔하며 군정을 펼치는 상황이 되자 빠르게 냉전의 소용돌이로 빠져들며 분단이 고착화되었다. 남북이 각각 단독정부를 세운 가운데 대립하던 상황에서 김일성은 기습 남침으로 전쟁을 일으켰고 한반도는 사상 유래없는 인명의 희생과 산업 기반의 파괴를 비롯한 피해를 입었다. 제대로 된 준비가 없이 적을 맞닥뜨린 한국군은 낙동강전선에 이르기까지 후퇴를 계속하였다. 연합군은 이 상황을 타개하기 위하여 인천상륙작전을 감행하였고 서울을 탈환할 수 있었다. 인천상륙작전은 조선인민군의 허를 찌르고 전황을 역전시킨 작전이었지만 이 과정에서 인천 월미도의 주민들이 연합군의 함포 공격에 사망하는 피해를 입기도 하였다.
인천상륙작전으로 패퇴하게 된 김일성 측은 평양의 방어를 위해 대동강 하구에 위치한 남포 연안에 많은 기뢰를 매설하였다. 연합군은 미해군의 참전으로 이미 재해권을 장악하고 있었으나 북측이 설치한 기뢰에 많은 피해를 입었다. 한국전쟁 당시 해군 피해의 70% 가량은 기뢰에 의한 것이었다. 연합군은 인천상륙작전의 성공에 힘입어 1950년 10월 2일 원산 상륙 작전을 감행하였으나 원산을 통한 상륙을 예상하고 있던 조선인민군이 매설한 많은 기뢰로 인해 큰 피해를 입었다.

#### 산업화

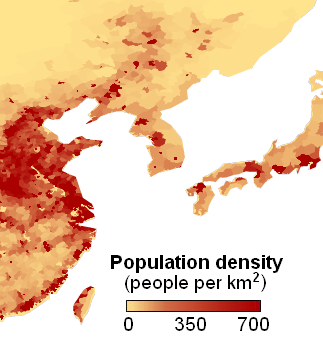
1994년 황해연안의 인구밀도

한국전쟁 이후 황해 연안의 국가들은 냉전의 상황 속에서 체제 경쟁에 돌입하였다. 먼저 산업화를 시작한 것은 조선민주주의인민공화국으로 1950년대 후반 연간 13.7%의 고도성장을 보이기도 하였지만 성장률은 차츰 둔화되어 1970년대 이후 2% 정도에 머물렀다. 황해에 면한 조선민주주의인민공화국의 대표적 공업지역은 남포특별시로 제철, 제강을 비롯하여 라디오와 텔레비전의 생간, 선반의 건조와 같은 각종 산업이 집중되어 있다. 이 외에도 중화인민공화국과 국경을 접한 평안북도 신의주 지역에 공업단지가 발달되어 있다.
대한민국은 북측보다 늦게 산업화를 추진하였으나 1970년대에서 1980년대에 이르기까지 고도성장을 이루어 결국 북측에 비해 압도적인 생산량을 보이게 되었다. 수출입의 관문 역할을 하는 인천광역시의 저지대를 매립하여 대규모 공업 단지를 조성하였고 평택항 역시 수출입 항으로써 발전하였다. 인천에서 평택에 이르는 구간에 걸쳐 황해 연안에는 남동국가산업단지, 시화국가산업단지, 반월국가산업단지, 화성산업단지, 평택산업단지가 연이어 자리잡고 있다. 아산만방조제를 넘어도 현대제철의 당진공장, 당진화력발전소와 같은 산업시설이 이어진다.
마오쩌둥 집권시기 대약진운동과 문화대혁명의 여파로 부침을 겪었던 중국은 덩샤오핑 시기에 들어 미국 등 서방과 관계를 개선하고 경제 개발을 시작하여 초기에는 홍콩과 인접한 선전시가 개발되었고 이후 상하이를 개발하였으나, 톈진시를 중심으로 하는 발해만 연안의 개발은 비교적 늦게 시작하였다. 그러나 베이징과 가깝다는 지리적 이점에 힘입어 발해만 연안의 여러 도시들은 공업도시로 바뀌게 되었다.
20세기 후반 일어난 산업화의 바람으로 황해 연안은 단기간에 인구가 5천만명 이상 증가하는 도시화가 진행되었다. 1991년 소련이 해체되고 냉전 체제가 무너지자 중화인민공화국과 대한민국은 수교를 맺었다. 한중수교 이후 양국은 무역, 문화 교류를 비롯한 여러 방면에서 서로에게 많은 영향을 주었다.

### 21세기

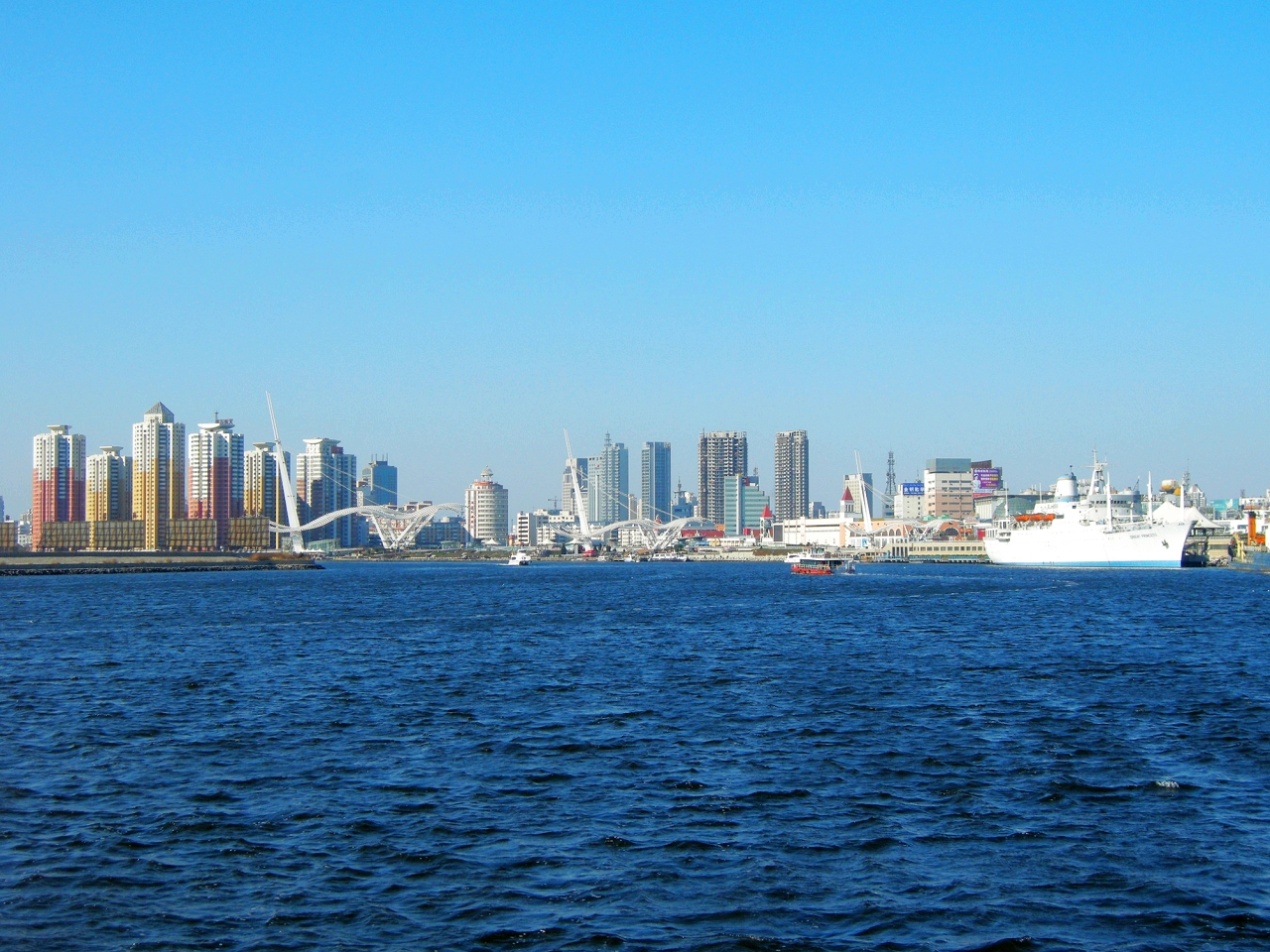
톈진항

21세기에 들어 대한민국과 중화인민공화국은 서로에게 중요한 무역 상대국이 되었다. 1990년 기준 대한민국의 전체 수출 가운데 중화인민공화국의 비중은 0.9 %에 불과하였고 수입 비중도 3.2 %에 그쳤으나, 2024년 대한민국의 대중국 수출비중은 19.5 %, 수입비중은 22.1 %에 달한다.
대한민국의 대중국 무역은 2016년 대한민국의 사드 배치 논란으로 양국의 관계가 악화되자 한 때 주춤하였으나 곧바로 회복되었다. 2016년 기준 대한민국의 대중국 무역량은 약 1천 469억 달러로 수출이 843억 달러, 수입이 625억 달러였고 수출입량의 36.2 % 는 인천항을 통해, 그리고 13.7 %는 평택항을 통해 이루어졌다. 중화인민공화국 측의 황해 연안 중요 항구로는 다롄항, 톈진항, 연타이항, 칭다오항 등이 있다.
한편 전통적인 우방 관계였던 중화인민공화국과 조선민주주의인민공화국의 무역 비중은 2017년 기준 49억 7,608만 달러에 불과하며 이 가운데 조선민주주의인민공화국의 수입이 65.2 % 인 32억 4,510만 달러이다. 둘의 무역량은 코로나19 범유행에 따른 국경 폐쇄 조치 이후 급감하여 2021년 약 3억 1천만 달러 규모로 축소되었다. 주로 황해의 해상 교통을 이용하는 대한민국과 달리 조선민주주의인민공화국의 대중국 무역은 단둥시를 중심으로 하는 육상 교통이 주를 이룬다.

## 산업

### 어업
황해는 인접한 세 나라 모두에게 중요한 어장이다. 황해에 있는 276 종의 어류 가운데 1백여 종이 상업적 어획의 대상이 되고 있으며 이 가운데 66 % 가량이 바닥에서 생활하는 저서 어류이고 먼바다까지 나갔다가 돌아오는 회류성 어류가 18%, 문어와 오징어 같은 두족류가 7%, 게와 새우같은 갑각류가 7% 정도이다. 황해의 어장은 남획으로 인한 감소가 뚜렷하다. 경제적 가치가 높은 대형 저서 어류는 고갈 상태에 이르렀고 이에 따라 잡히는 물고기도 소형 원양 어류 위주로 바뀌었다. 어획량이 감소하자 양식업이 크게 늘었으나 양식 과정에서 발생하는 부영양화는 다시 자연적 어류 생태에 부정적 영향을 주게 되었다. 기후 변화 역시 어업에 변화를 가져와 한류성 어종은 크게 줄어들고 난류성 어종이 늘었다.:30-31

### 염전

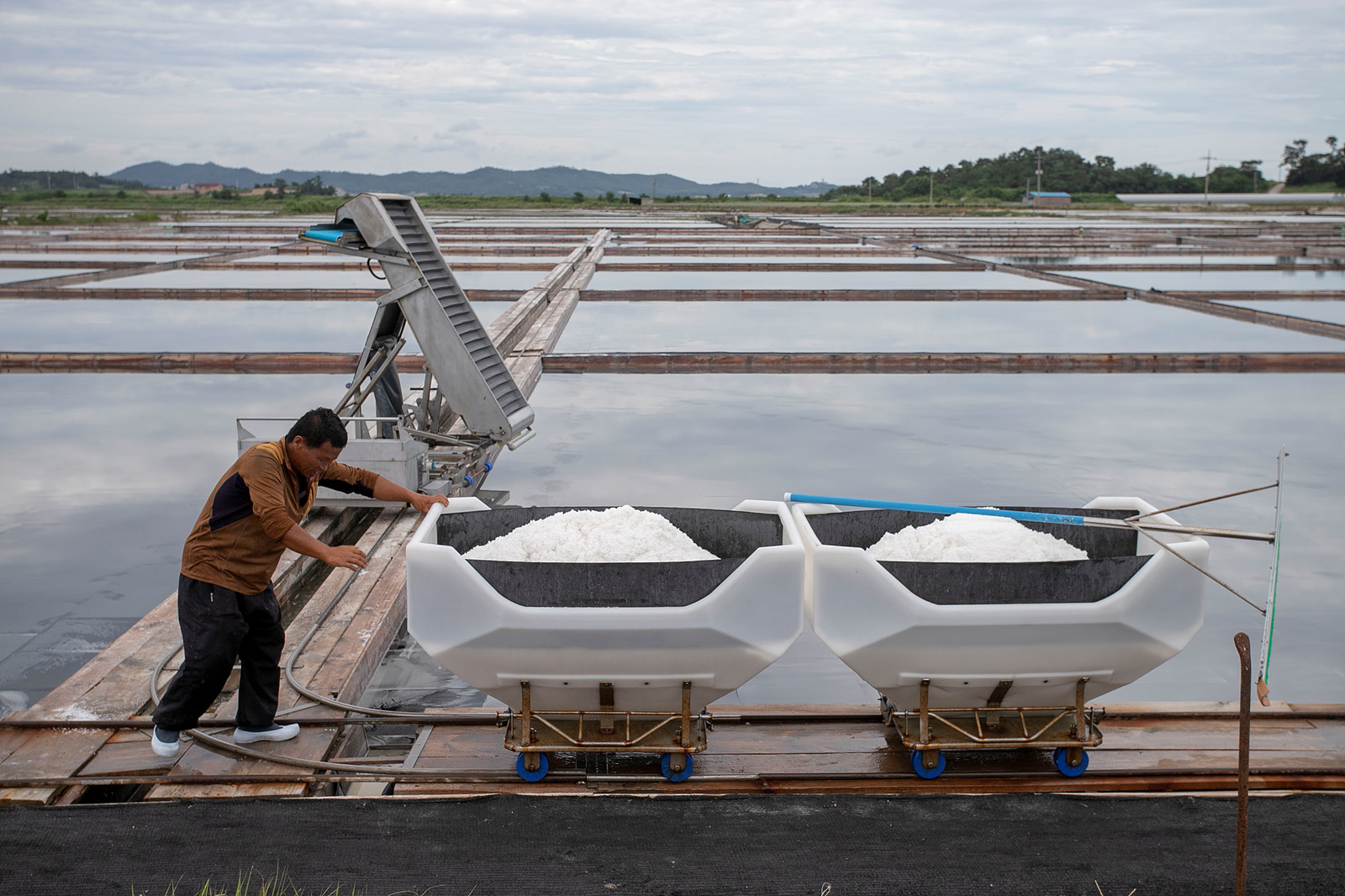
해남 세광염전

황해는 큰 조수간만의 차와 완만한 해안 경사로 인해 갯벌이 크게 발달하여 천일염을 생산하기 알맞은 조건을 갖추고 있다. 중국은 당나라 시기부터 천일염 제작을 시작하였고 발해만은 지금도 황해 최대의 천일염 생산지이다. 하이허강 하구의 창루염전은 해안선을 따라 30여 km에 이르는 염전이 늘어서 있고 연간 2천만 톤 가량의 소금이 생산되어 중국 전체 소금 생산량의 4분의 1 가량이 이곳에서 나온다.
반면에 한반도의 전통적인 소금 생산은 농축한 바닷물을 끓여 만드는 자염으로 태안반도 등이 주산지였다. 한반도는 1907년 인천에서 주안염전이 만들어 진 이후에야 천일염을 생산하였다. 주안염전이 성공을 거두자 오늘날의 남동구, 소래포구 등 인천 일대의 갯벌에 많은 염전이 생겼다. 일제강점기 한반도 황해안의 염전 개발은 주로 평안도 지역에서 진행되었고 황해도의 연백염전, 평안남도의 귀성염전, 평안북도의 청천염전 등은 모두 1천 ha 이상 크기의 대형 염전이다. 해방이후 분단으로 대한민국은 소금 부족을 우려하여 염전 개발을 장려하였으나 1950년대 후반 오히려 너무 많은 소금이 생산되자 오래된 생산성 낮은 염전을 폐쇄하였다. 일제강점기 때부터 지속되던 소금 전매 제도는 1961년 말 폐지되어 천일염 생산은 완전 민영화 되었다.
산업화와 함께 인천의 염전은 산업단지로 바뀌었고 오늘날 대한민국의 최대 소금 산지는 1947년 이후 조성된 전라남도 신안군 일대로 전체 염전 4,074 ha 가운데 절반이 넘는 2,594 ha 가 신안군에 몰려있다. 신안군의 염전은 발달장애인과 같은 사람들을 강제노동 시켜 2014년 신안군 염전 섬노예 사건이 불거졌고, 미국은 2025년 이를 이유로 신안군의 소금 수입을 금지하였다.

### 유전
중화인민공화국과 대한민국은 20세기 후반부터 황해에서 유전을 찾기 위한 시도를 해 왔다. 2024년 발해만에서 매장량 1억 톤으로 추정되는 유전이 발견되었다. 황해의 유전 개발은 한중 양국 외교의 민감한 문제 가운데 하나이다.

### 광업
황해도는 대한제국 시기부터 광산 개발이 이루어진 곳으로, 수안광산은 한 때 세계적인 금광이었다. 한반도 연안의 금광은 대개 고갈되었으나 지질적으로 같은 특성을 공유하는 중국 산둥성 지역은 여전히 새로운 금광이 개발되고 있다. 2015년 추정 매장량이 470 톤에 이르는 금맥이 발견되기도 하였다. 산동성에는 이 외에도 석탄, 석고 등이 채굴된다. 한편 허베이성에는 중국 최대의 철광 채굴 및 재련 기업인 탕산강철이 있다.
황해남도 해주군에는 철광, 무연탄 등을 채굴하는 광산이 있다. 2000년대 초 남북한의 관계가 우호적일 때 황해남도 연안군의 흑연 광산을 공동개발하자는 합의가 있었으나 이후 남북관계가 단절되며 무산되었다.

### 공업

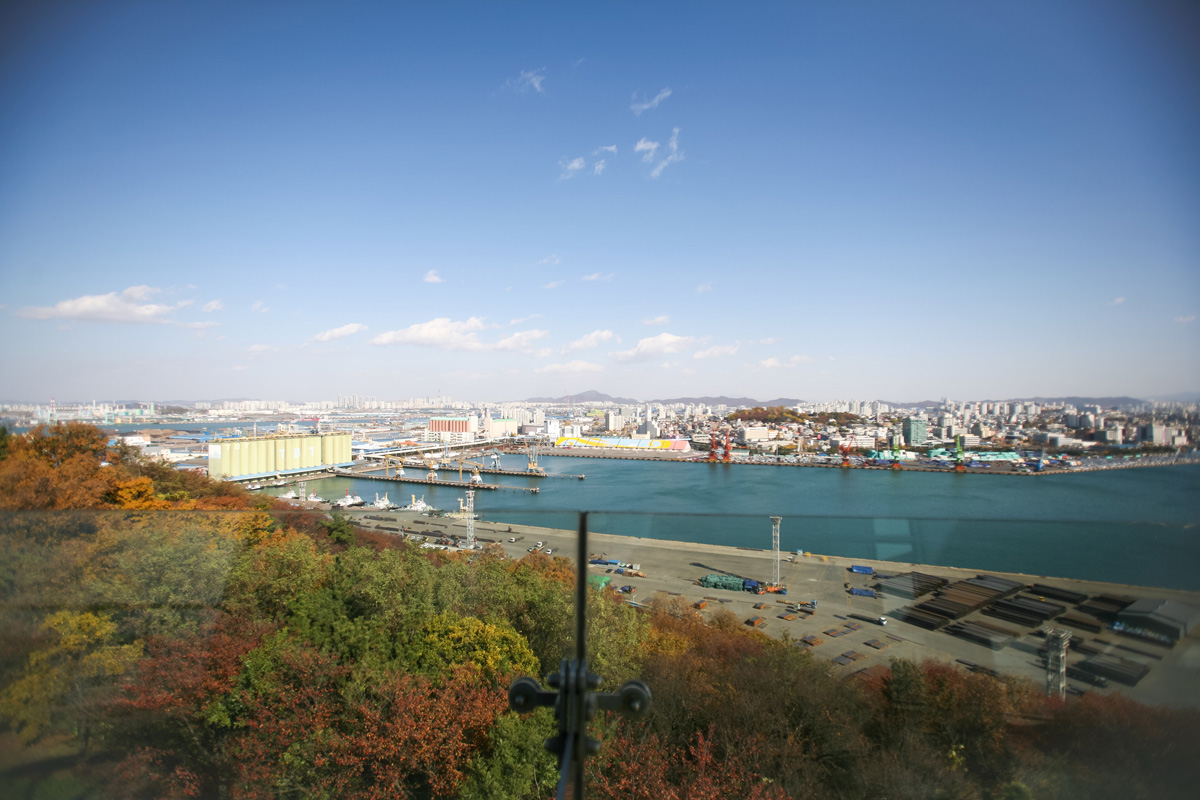
인천항

황해 연안은 각국의 산업화 추진 이후 각종 산업단지가 집약된 공업 지역이 되었다. 톈진은 제철 재강과 함께 중화학공업이 크게 발달하였으나 2018년 이후 공급 과잉으로 경기 침체를 겪었다. 산둥반도 동쪽 끝에 위치한 옌타이시는 화학공업의 중심지이고, 랴오둥반도 최남단의 다롄시는 다롄 소프트웨어 파크를 조성하고 기술집약적 산업을 육성하고 있다.
조선민주주의인민공화국은 남포와 신의주에 공업단지를 두고 있으나 에너지 수급이 원활하지 않아 생산성이 낮다. 공업을 위한 에너지의 절반을 자체 생산하는 석탄에 의존하고 있으나 2024년부터 곳곳에 태양열발전소를 세워 전기 수급을 확보하고자 하고 있다. 조선민주주의인민공화국은 중국으로부터 각종 경공업 제품의 생산을 위한 중간재와 비료를 수입하고 합금철강과 같은 철재를 수출한다. 코로나19 범유행 당시 국경 폐쇄조치로 급감하였던 대중국 수출은 2023년 크게 회복되어 철강의 경우 3,402만 달러 규모를 수출하였다.
대한민국은 경기만 일대에 많은 공업단지가 있다. 특히 인천광역시는 연안 곳곳에 여러 공업단지가 집중되어 있고 평택시의 평택산업단지와 아산시의 아산국가산업단지 역시 평택항을 기반으로 하는 산업 지대이다.
황해연안 각국의 산업화와 이에 따른 도시 집중은 해양오염이라는 부작용을 낳았다. 이때문에 월드워치 연구소는 1995년 황해를 세계에서 가장 오염이 심한 바다들 가운데 7위로 보고하였다.

### 발전소
대한민국, 조선민주주의인민공화국, 중화인민공화국 모두 황해 연안에 화력발전소가 집중되어 있다. 이에 더해 중화인민공화국 측에는 다수의 원자력발전소도 가동중이다. 이러한 발전소는 전기의 생산 과정에서 다량의 온배수를 발생시키기 때문에 황해의 수온에 영향을 준다. 2010년 이후로 풍력발전소, 조력발전소 등의 새로운 에너지를 이용하는 발전소도 세워지고 있다.:28

## 교통
황해 연안의 국가들은 육상으로 이어져 근대 이후 건설된 경의선, 동청철도 등의 철도가 있으나 정치적 상황으로 단절되어 있다. 특히 대한민국과 중화인민공화국 사이의 교통은 해상 운송과 항공에 의존한다.
인천항에서는 칭다오, 잉커우, 다롄, 옌타이로 페리여객선이 운행중이고 평택항에서는 웨이하이, 르자오, 옌타이로 페리가 다닌다.
황해에 면한 공항으로는 대한민국에 인천국제공항과 무안국제공항이 있고, 중화인민공화국에는 톈진 빈하이 국제공항, 항저우 샤오산 국제공항 등이 있다. 조선민주주의인민공화국에는 평양 순안 국제공항이 있다.

## 지도
| 가잔 열도갠지스강고다바리강고비 사막나일강류큐 열도남중국해노르웨이해뉴기니섬네푸드 사막다싱안링산맥다뉴브강동시베리아해동중국해동해둥베이 · 평원랍테프해룹알할리 사막레나강마다가스카르섬마리아나 제도마르마라해말레이반도메콩강몰디브 제도몽골고원바렌츠해바이칼호바탄 제도발리섬발트해발하시호백해베링해벵골만보르네오섬북극해북해볼가강북드비나강브라마푸트라강사할린섬샤오싱안링산맥세이셸 군도소코트라섬수마트라섬술라웨시섬스리랑카섬스칸디나비아반도스타노보이산맥스프래틀리 군도시나이반도새머리싱가포르섬아나톨리아아덴만아라비아반도아라비아해아라푸라해아랄해아무르강아조프해아프리카의 뿔안다만 제도알타이산맥알류샨 열도에게해예니세이강오가사와라 제도오만만오비강오스트레일리아오호츠크해우랄강우랄산맥유프라테스강이란고원인더스강인도 아대륙인디기르카강인도양 (북부)인도차이나반도일본 열도자와섬주강장강치롄산맥카라해카라코람카스피해캄차카반도캅카스산맥캐롤라인 · 제도콜리마강쿠릴 열도쿤룬산맥크리스마스섬타이만대만타클라마칸 사막북태평양톈산산맥통킹만티그리스강티모르섬티베트고원파라셀 제도파미르페르시아만페초라강프라타스섬필리핀 제도필리핀해하이난한반도항가이산맥호르무즈홋카이도홍해화베이 · 평원황하황해흑해히말라야산맥힌두스탄 · 평원힌두쿠시class=notpageimage\| 아시아의 주요 지리 |

## 같이 보기
- 지역
  - 동해
  - 남해
    - 제주해협

  - 보하이해
  - 동중국해
  - 이어도
  - 독도
- 지방
  - 전라남도
    - 광주광역시
- 사건
  - 운요호 사건 (Ganghwa Island incident)
  - 서해 해전
    - 서해 해전 (1894년)
    - 서해 해전 (1904년)

  - 제물포 해전
  - 쇼세이마루 사건 (松生丸事件)
- 관련 지리
  - 대한민국의 지리
  - 한국의 지질#서해
  - 중화인민공화국의 지리
  - 조선민주주의인민공화국의 지리

## 참고 문헌 및 링크
- 해양수산부
- NORI 국립해양조사원 사이버박물관
- 보도자료: 북한-중국 “발해만 2백억톤 유전, 공동개발”